# 最強學生會長
《最強學生會長》（日语：めだかボックス）是西尾維新擔任原作、並由曉月明作畫的漫畫作品，自2009年4月11日至2013年4月27日於集英社《週刊少年JUMP》連載，單行本全22卷。中文版由台灣東立出版社，香港為正文社代理。

## 故事簡介
就讀箱庭學園的少女黑神目瀧，是一名成績優秀，運動萬能，外表秀麗，家財萬貫，十全十美的一年級生，於第98代學生會長選舉中以壓倒性的98%支持度勝出。她根據選舉公約設置了「目標箱」，並招攬了青梅竹馬人吉善吉和其他特別的朋友作為成員，一起解決學生的問題。
隨著意見箱所引發的事越來越高調，統領學園的其他勢力開始注意到黑神的異常性。在合作不果後，這群人正式展開各種抗衡手段。這些爭鬥的過程，使黑神顯得更像一個實實在在的人類，繼而被要求去面對千絲萬縷的家族關係。儘管，她真正追求的事情，由始至終都十分簡單……

## 登場角色

### 第98代學生會
黑神 目瀧（聲：豐崎愛生）
本作的女主角。一年十三班的特校生，箱庭學園第98代學生會長。15歲。身高166.2cm、體重56kg。三圍：B98/W59/H87。
理事長不知火曾用骰子測試，結果發現全部骰子疊在一起的驚人異常結果。
被喻為是這個世界的「主人公」，千百年來難得一見的完美之人。
出生時便失去母親。成長速度異常到出生半年身體就成長到如同5歲孩童般，並且能經過交戰而快速習得他人的異常能力，對她來說沒有不可能的事。由於成長過快，曾令自己感到如同罪惡般存在著，摸不清到底為何而存在。直至2歲時，在逃離醫院的過程中認識了人吉善吉，並因他的一句「你一定是為了他人的幸福而存在著」成為她生存的意義。
與人吉善吉的關係密切，時而普通如下意識的忌妒人吉和不知火友好的可愛行徑，必要時是嚴以自身的價值觀（異常性）來審慎相信著他。之後有明白的說出自己喜歡人吉。
在感情方面略顯遲鈍，很多時候是單向，可以令單純的小事情都變得不明就裡。身為天才卻完全否定天才的存在，相信努力的價值。異常的喜歡動物，但是動物都會迴避她。
喜歡模仿他人的動作，並且能夠理所當然的在執行部裡換衣服。平時手上拿著扇子，心情好時會呈現「天晴」的字樣。
為人處事秉持著改善他人的心而從未停止，不會因為討厭的行為而討厭行為者，是個為人著想或為相信他人而存在的存在。
『向未來拋花篇』的最後當上箱庭學園新任理事長。
第70箱發表第一回人氣角色投票結果以832票當選第一名。
第113箱發表第二回人氣角色投票結果以992票當選第二名。
異常性
動物趨避
動物都會迴避其令人恐懼的霸氣。對異常喜歡動物的她來說，是一個莫大陰影。
完成
能夠將與戰鬥的人的力量習得，並成長至100%的完全發揮，因而被稱具有成為「完全的人類」的資格。若是完成能夠連帶身體能力都予以支配的王土，便能將身體能力提升至120%或更高。
建基的概念是「別人做得到我也能做到，簡單的講就是想變多強就多強」。
動物親近(在最終回出現)
黑神目瀧的真髓（善吉說）
真髓之一：俯視眾生性善說　
認為「別人所做的壞事都是因為環境所逼而造成的」，所以努力就可以使之導正。儘管建基的地方可能有錯，但結果往往是比任何人來得正確。
真髓之二：傲嬌
由前半段男性口吻般說些頗有深意的話後，瞬間轉換成女性的質樸口吻的表現。強化善吉的重要事物。
真髓之三：過激的愛情表現
將所有人都當成是自己的家人，並用「強吻」的方式來表現愛意。這招曾經害死不少同屆女同學的初吻，經過善吉的強迫而勸阻。
真髓之四：亂神模式
頭髮呈淡粉紅色，是目高能將力量發揮至極限的最強模式，通常是暴怒或者使出全力時才會發動，最後可以無須暴怒就發動。
完成能力衍生
改神模式
頭髮呈純黑色，亂神模式的衍生，是可以憑自己意志發動，但一天最多只能發動三次。
廢神模式
頭髮呈白色，效果跟劇本製作相同，可以讓自己進入比任何弱小更弱，也因此無須考慮任何戰鬥技巧還能耐，毫無保留的去戰鬥，可以說是為了不做過頭的模式。
這個技能原本是因應球磨川「弱者」的思維所提出的悖論想法的技能。
混神模式
頭髮呈一黑一白雙色混搭，改神與廢神這種一強一弱的搭配模式。
終神模式
甲賀卍谷

黑神幻影

黑神幻影 升級版
黑神幻影的強化版，可更加迅速爆發，不過無法在短時間內發動超過三次。
黑神平掌擊
一瞬間的爆發力衝撞對手，因為黑神沒有反射神經，使得她能做出不顧自己身體的誇張動作。不過此招重點是在移動速度，而非力量。
人吉 善吉（聲：小野友樹）
本作的男主角。一年一班的學生，第98代學生會庶務。血型為AB型，獅子座，左撇子。
黑神目高的青梅竹馬，總是守護著目高不讓她受到傷害。曾發誓絕不會讓目高再次聯想到當年的球磨川。
非凡的遲鈍感讓人感覺固執到不行，但經過了解後大多都會為其執著感到真心佩服。個性口是心非，習慣說反話，曾為了耍狠還特地去染黑頭髮。
本人並非擁有特別的才華，被稱是「普通的普通人」，然因個性之故而積極努力，不會因別人做了什麼而改變自己，是個被黑神真黑看好的男人。
經常能看出重要契機，而且因努力秉持著自己的信念而教導了許多人，只是本人不自覺。
擁有奇怪的穿著品味，不論是將運動服穿在制服裡，或是母親的詭異品味，都會將它視之為「時尚」。
基本體術是法國踢腿術（Savate），所有踢擊絕招幾乎是從母親教授的。與宗象形一戰能看出通曉各種武器及結構性質。
於安心院的推舉下，決定把陪伴黑神的方針，改為讓她變回普通女生。其後以62%的支持度獲取第100任學生會長資格。成為會長後戴上眼鏡。
在『向未來拋花篇』中為了歡送黑神目高，舉辦『百輪走』的活動並且參與。
第70箱發表第一回人氣角色投票結果以554票當選第二名。
第113箱發表第二回人氣角色投票結果以672票當選第八名。
異常性
欲視力
安心院於「球磨川事件篇」中為其追加。能夠看見對方的視點，包括思想觀點以及眼睛所見的一切影像。人吉自稱「惡魔之眼」。
愚行權
安心院於「黑神芽貴的後繼者篇」中為其追加。消除機會主義的技能，也就是否決身為主角的強運與奇蹟，不讓偶然與運氣等不確定因素干擾勝負。
改神模式 全吉型
受到不知火的「正食者」的幫助後修煉出的力量。
風格
由贄波 生煮轉到人吉的風格，而人吉也運用這招擊敗了獅子目言彥。
阿久根 高貴（聲：浪川大輔）
二年十一班的特別體育科學生，第98代學生會書記。血型為AB型，擁有柔道三段。
善吉和目高中學時期的舊識，也從那開始喜歡目高，討厭善吉，視他為「蟲子」。儘管經過多件學生會事件後，變得比較沒那麼排斥。
對喜歡的目高抱以甚至是崇拜的眼光，雖然為此他也了解自己相當可恥，但仍努力不懈的協助拉拔其他人才。喜歡只穿外套，大膽的將胸膛坦露出來。
在國中時代作為不良少年，服從當時的學生會長球磨川進行破壞活動，人稱「破壞臣」。擁有不正常的破壞心態。對於自己所選擇的人生不無多大的理念，也並無多大的憤怒想去破壞，因而期盼自己所能夠擁有的東西。
後來因目高而令其改變，退出了不良界別的爭鬥。入學箱庭學園後加入柔道部，受到郭島的幫助而改叫作「柔道界的王子」。
習慣用寢技，認為是可以迴避傷害性的技巧。具有超常的學習認知能力，是個只要知道可能就會嘗試去完成、並且成功的貨真價實的「天才」，卻仍未到達異常之級別。
在『向未來拋花篇』中為了歡送黑神目高，而參與『百輪走』的活動。
大學畢業後,創立玩具公司「創造心」,口號是「創造並玩樂」,現在是一位年收入超過十億的社長了,而原本愛破壞的風格,也改成非常喜愛創造的心了。
十年後與鱷塚 處理結婚。
第113箱發表第二回人氣角色投票結果以802票當選第六名。
喜界島 枫夏（聲：茅野愛衣）
一年十一班的特別體育科學生，游泳隊的精英，學園第98代學生會會計。血型為AB型，綁馬尾的眼鏡女子，巨乳，臉上不時泛著紅暈。
因為家境嚴苛而造成對金錢有異於常人的執著，被稱為向錢看齊的游泳隊飛魚之一。因為受到目高的精隨「過度的愛情表現」感化，以及屋久島和種子島的關心，而大大改觀對金錢至上的主義。最後成為學生會會計，資格為簿記一級，不過每日的租借費用達320元(日圓)。雖然說已經金盆洗手了，但是遇到賭博的事情，也會以玩命的姿態去面對。
內心是個纖細的人，一開始表面上態度冷漠，不過不擅交際而經常有丟失自我的離奇舉止，漸漸改變後變得會為了朋友深深考慮而努力不懈。習慣將泳裝穿著於制服內。討厭動物。
擁有異於常人的肺活量，因而有力發出莫大破壞力的聲波攻擊，自稱「聲帶炮」，卻仍未到達異常之級別，其威力可依照波狀與集中性來做出改變，被擊中的人的耳膜都會受到嚴重傷害，曾一度將教學大樓的樓層玻璃盡數摧毀。
故事中期有找球磨川諮商，而球磨川以他的方式鼓勵她，加上為了保護她不被宗像形所殺而挺身犧牲自已，使她事後對球磨川抱有好感，至此就一直注視著球磨川，甚至以她為中心，與球磨川成立了第三勢力「裸體圍裙同盟」，之後聽到大刀洗對球磨川的邀約而異常吃醋，漫畫番外篇中曾為了更接近球磨川而詢問黑神目高的意見。
在『向未來拋花篇』中為了歡送黑神目高，而參與『百輪走』的活動。
十年後成為了人妻，還生了一個孩子。
第70箱發表第一回人氣角色投票結果以297票當選第七名。
第113箱發表第二回人氣角色投票結果以462票當選第九名。
球磨川 禊
三年負十三班的學生，水槽學園的轉校生，過負荷的領導，學園第98代生徒會副會長。愈知詳情#負十三班對照。

### 第100代學生會
人吉 善吉（聲：小野友樹）
一年一班的學生，學園第100代生徒會長。愈知詳情#第98代學生會對照。
名瀨 夭歌/黑神 鯨
二年十三班的學生，燒瓶計畫的監督，學園第100代生徒會副會長。愈知詳情#表之六人對照。
鱷塚 處理
潛水艇中學二年五班的體驗入學生。學園第100代生徒會書記。愈知詳情#後繼者候補對照。
江迎 怒江
一年負十三班的學生，城碧女學院的轉校生，學園第100代生徒會會計。愈知詳情#負十三班對照。
虎居 碎
二年十班的學生，學園第100代生徒會庶務，也是燒瓶計畫第一期生，戰鬥力凌駕於學生會之上。
個性並不像其他燒瓶計畫的人一般那麼極端，做事公私分明，強烈要求人吉會長不能以敬語稱呼他。
目前仍跟各前輩學習當中，沒有直接參與漆黑宴的對戰。
在『向未來拋花篇』中為了歡送黑神目高，而參與『百輪走』的活動。

### 十三班

#### 表之六人
高千穗 仕種（聲：乃村健次）
三年十三班的學生，血型：AB，實驗名「棘毛布　棘毛布（ハードラッピング（Hard Wrapping））」。
自稱有五次想殺了目高，但全以失敗告終。
在8歲時的小學躲避球賽中瞭解到自己的異常，為此感受到驕傲和優越感，直到12歲時從一場車禍倖免而意識到自己並非優於常人，而是異於常人。
被稱為名副其實的十三人中最強的男人，期待從燒瓶計劃中找尋到與自己相當的對手，雖然對於從計劃案中「養殖出來的異常者」失望，直到與黑神對戰時，這種渴望與自身有關係性而感到十分開心，並也因此學會了反應神經加判斷力的力量。
在『向未來拋花篇』中為了歡送黑神目高，而參與『百輪走』的活動。
十年後,在玻璃瓶計畫的研究領域。
異常性
反射神經（Autopilot）
驚人的反應神經還有肉體能力，可以在他人做出動作前事先作出反應。
宗像 形（聲：神谷浩史）
三年十三班的學生，血型：AB，實驗名「乾枯的樹海　枯れた樹海（ラストカーペット（Last Carpet））」。
被指名通緝的殺人魔（實為虛假，是理事長為避開與人之間的交流），被真黑鍛練過後，手段高到異常程度而號稱是極限的體現者，不過使用武器的方式卻算是外行人。
黑神真黑的徒弟。
身上藏匿無數的武器，從尖銳的太刀到巨大的長兵器無一不包的讓人莫名其妙。
口頭上喊著要殺人，卻未曾殺死過人，強烈希冀能有與之相處的好友而參加玻璃瓶計劃。
精通殺人的方法同時也精通不殺人和不被殺死的方法，莫名其妙的異常者。曾經被球磨川說過是離過負荷最遠的男人。
在『向未來拋花篇』中為了歡送黑神目高，而參與『百輪走』的活動。
十年後,繼承了宗像家成為降魔師。
第70箱發表第一回人氣角色投票結果以323票當選第三名。
第113箱發表第二回人氣角色投票結果以807票當選第五名。
異常性
殺人衝動
5歲時開始抱以「如果殺了他，他是否會死」的心態，自稱是有足夠殺人的理由去攻擊，但理由都十分莫名其妙。自從有一次殺了球磨川之後，就對殺人沒有興趣了。
古賀 伊丹（聲：米澤圓）
二年十三班的學生，夭歌的好朋友，血型：AB。實驗名「折骨斷指　骨折り指切り（ベストペイン（Vest Pain））」。
與高千穗相對的是最強的女人，可以做出無視重力的驚人動作和誇張的破壞力，最誇張的是自我修復能力只須10秒。堪稱凌駕於黑神之上的戰鬥力。
大胸部，臉上掛著笑臉的面貌。對異常憧憬過頭的她而被名瀨稱為「最強的實驗動物」。
唯一一個不是「天生」的異常者，原先只是個普通的女孩，在中學三年級時遇見了名瀨夭歌。
弱點是疲勞，維持全力活動只有3分鐘左右，高消耗力正也是高千穗能凌駕于她之上的原因。
在『向未來拋花篇』中為了歡送黑神目高，而參與『百輪走』的活動。
十年後,以特技演員的身分,參與玻璃瓶計畫的實驗。
第70箱發表第一回人氣角色投票結果以165票當選第十二名。
異常性
對異常的執著
會被異常吸引，亦樂於運用異常，要把異常發揮到極致。
名瀨 夭歌／黑神 鯨（聲：澤城美雪）
二年十三班的學生，燒瓶計畫的監督，血型：AB。實驗名「黑色繃帶　黒い包帯（ブラックホワイト（Black White））」。實際上為黑神目高失散多年的姊姊。
用顫慄的語調說話，因為討厭自己真實的面貌所招來的眼光，將臉部綁滿繃帶並插著一把刀子，實際上是個美人，本著假名從原先的11班轉到13班，是阿久根的同班同學。
中學時期被稱為「受氣包」，以年僅15歲的資格成為世界生物學權威，「自稱」專攻腦力的斯文型女孩。
從阿久根看她的內褲得知她還是有對自己是女性的自覺。對於古賀是第一個與她交流而感到十分高興，十分真誠的重視朋友的人。
裝配著能經得住任何環境考驗的全方位型實驗服『黑鬼』，強度略遜於雲仙的『白虎』。
在『向未來拋花篇』中為了歡送黑神目高，而參與『百輪走』的活動。
十年後,擔任玻璃瓶計畫的總指揮
第70箱發表第一回人氣角色投票結果以318票當選第四名。
第113箱發表第二回人氣角色投票結果以905票當選第三名。
異常性
禁慾（Stoic）
從不渴望任何愉悅，不允許自己獲得幸福。認為「美妙的東西只會從地獄誕生」就是她的觀點並一直堅持著。
過負荷
冰凍火柱（Ice Fire）
在第76箱改造自己，可以自由操控體溫藉此產生出低溫的冰凍與高溫的火炎
炎之妖刀&冰之聖劍
防御鎧 冰絕
哀炎氣炎
火撕曆
冰炭灰冷圖
行橋 未造（聲：阿澄佳奈）
三年十三班的學生，總是跟隨著王土。血型：AB。實驗名「窄間門　狭き門（ラビットラビリンス（Rabbit Labyrinth））」。
還擁有變身的能力，只是似乎不怎麼起眼。
能夠藉由皮膚接收電磁信號從而看穿思考，也因自己的異常對周遭感到恐慌，對身處周圍都是資訊的時代感到無力。
對於王土的能消除腦內雜音的能力而認為自己就是為了他而存在的。
在『向未來拋花篇』中為了歡送黑神目高，而參與『百輪走』的活動。
十年後,參與玻璃瓶計畫的能源開發部門。
第70箱發表第一回人氣角色投票結果以139票當選第十四名。
異常性
受信感度
死穴靈敏度過高，連同週遭的變化和痛楚都能一併傳達且接收，並轉化為切身的「感動」。
都城 王土（聲：勝沼紀義）
三年十三班的學生，燒瓶計畫的中心人物。血型：AB，實驗名「創帝　創帝（クリエイト（Create））」。
個性高傲，自視甚高，完完全全的視自己為王一般的存在。
小時候因為了解自身的能力，認為他是為了駕馭此力量不能被異常控制而從6歲就開始獨立生活，將此崇高的「使命感」作為王的試煉而誕生。為了百姓、為了世界的和平，捨棄了一切花了7年的時間，開始為了能夠掌控自身的異常性而努力著。最後卻因為敗給權力所帶來的慾望而從此感到絕望。
從與黑神一戰中強烈感受到她的強大，甚至是恐怖，而大大的轉換了心境。事後與行橋一同退學。
在那之後，第一人稱為「普通的我」。
在『向未來拋花篇』中為了歡送黑神目高，而參與『百輪走』的活動。
十年後,參與玻璃瓶計畫的能源開發部門。
第70箱發表第一回人氣角色投票結果以205票當選第九名。
都城王土的真髓（行橋、都城說）
真髓之一：言語的份量
能夠以電磁波操縱他人的身體，肉體比起本人的意志會更優先實行王土的命令。
真髓之二：無理苛賦
是能100%將他人的異常性奪取。
異常性
人心支配
能釋出電磁波對他人加以控制或洗腦，還有想奴役他人的衝動。

#### 裏之六人
雖然不明能力是在十三人中為何等位階，可以知道的是和其他的十三人比起來較以「特殊性質」的能力對立於「物理性質」的能力。出場十分華麗，機會卻意外的少的可憐(至少有好好的報上姓名)，最後被球磨川一人將全隊秒殺落幕。全隊後來以支持者的身份為黑神加油。
糸島 軍規（聲：佐藤拓也）
三年十三班的學生，血型：AB。裏之六人領導者，實驗名：「死番蟲　死番虫（デスウォッチ（Death Watch））」。
身穿火焰紋的衣服，作為領導而沒有行動，無法得知能力為何。事實上他的能力連他自己也不知道。實驗瓶計劃設施地下二層的居民。
在『向未來拋花篇』中為了歡送黑神目高，而參與『百輪走』的活動。
百町 破魔矢（聲：逢坂良太）
二年十三班的學生，血型：AB。頭髮遮住右臉的眼鏡青年，實驗名：「初戀　初恋（ラヴ（Love））」。
平時攜帶著黑色的弓，能力不明卻因光是存在就使場面氣氛十分的凝重。實驗瓶計劃設施地下五層的居民。非常喜歡蒐集車子。
他的愛車後來連同魔鬼訓練的關係一同被破壞。
在『向未來拋花篇』中為了歡送黑神目高，而參與『百輪走』的活動。
湯前 音眼（聲：平田真菜）
二年十三班的學生，血型：AB。實驗名：「空中漫步　宙ぶらりん（フリーワールド（Free World））」。
除了高暴露度的吊帶褲外，吃著口香糖使說話的口氣更加表現出沒有感情或野心的女子。能力為液體類型，能讓物理性攻擊輕易的穿過身體，實驗瓶計劃設施地下七層的居民。
在『向未來拋花篇』中為了歡送黑神目高，而參與『百輪走』的活動。
築前 優鳥（聲：中嶋ヒロ）
三年十三班的學生，血型：AB。實驗名：「秀髮的黃昏　髪々の黄昏（トリック オア トリートメント（Trick or Treatment））」。
過多的頭髮使人無法完全看到表情使人毛骨悚然。能將頭髮身縮自如，甚至是防禦都能自由操控。實驗瓶計劃設施地下十層的居民。是圖書館委員長。
能力為美容類型。其能力不僅能自由操縱自己的頭髮，甚至連別人的頭髮也能伸長，但平常不常用。十年後當了一位理髮師。
在『向未來拋花篇』中為了歡送黑神目高，而參與『百輪走』的活動。
鶴御崎 山海（聲：杉村憲司）
二年十三班的學生，血型：AB。實驗名：「巨星 占領役者（スターマスター（Star Master））」。
面容嚴謹、身體一半是改造機器的生化人，從臉部能一窺像是手術過的痕跡。能從手中發出的高熱的是機能而非能力，實驗瓶計劃設施地下八層的居民。
視同樣為改造人類的古賀為競爭對手，令古賀相當困擾。
在『向未來拋花篇』中為了歡送黑神目高，而參與『百輪走』的活動。
上峰 書子（聲：儀武祐子）
三年十三班的學生，血型：AB。實驗名：「食蟲食物　食虫食物（デンタルシューズ（Dental Shoes））」。
戴著類似老花眼的小眼鏡和手持厚重書本的髮辮女，根據漫畫附錄頁的表示，能將吃下的東西加以分析，因而什麼東西都能吃(?)，實驗瓶計劃設施地下六層的居民。
在『向未來拋花篇』中為了歡送黑神目高，而參與『百輪走』的活動。

### 其他十三班學生
雲仙 冥利
欲知詳情#風紀委員會對照。
日之影 空洞
三年十三班的學生，前學生會長，外表巨大，性格爽朗，給人有前輩的風度。做事情極端低調，習慣將所有事情一個人扛起。雖然異常的強大，但能將此異常完全隱藏起來的他被視之更為強大。
因看好黑神的作風以及信念，而推任她為下屆的學生會長。
在副會長戰前，使用了不知火的過負荷，誕生出新的異常性。
在『向未來拋花篇』中為了歡送黑神目高，而參與『百輪走』的活動。
十年後,在警視廳工作。
異常性
無名英雄（Mr. Unknown）
能使自己如同空氣感般的存在，而無法認知。只有深刻記憶者才可以把其喚醒過來。
過負荷
光化靜翔（Theme Song）
能夠作出超越反應的光速行為。
飛翔大合唱：光速化的對敵人從四面八方攻擊。
光化靜翔 原聲版：看起來像是分身術，但實際上全部都是實體，用最高光速從全方位同時出擊。
長者原 融通
愈知詳情#其他委員會幹部對照。
雲仙 冥加（聲：伊瀨茉莉也）
一年十三班的學生，冥利的姊姊。
武器是六顆重達百八的巨大鎖鏈鐵球。從頭到尾只會說著自己開發的數字語言，目前只有弟弟冥利和會長目高會說，唯一能聽懂的話語是「龍珠」。
曾與日之影空洞同班。
在『向未來拋花篇』中為了歡送黑神目高，而參與『百輪走』的活動。
第70箱發表第一回人氣角色投票結果以115票當選第十五名。
第113箱發表第二回人氣角色投票結果以359票當選第十一名。
對馬 右腦、對馬 左腦（聲：田村睦心）
一年十三班的學生，一對雙胞胎。是拒絕之門的看門者，跟善吉結為朋友。
在『向未來拋花篇』中為了歡送黑神目高，而參與『百輪走』的活動。
平戶 王室（聲：沖佳苗）
一年十三班的學生，血型：AB，國籍：日本。
用繃帶遮著眼睛、笑容詭異的女子。為了取得「十三班的十三人」的位子，與直方賢理、牛深柄春一起對目高下手的學生。
完全沒有任何戲份的要角，或者是沒有任何特殊的介紹卻一定會出現另類重要角色。
在『向未來拋花篇』中為了歡送黑神目高，而參與『百輪走』的活動。
第一回人氣角色投票結果中意外出現並以140票當選第十三名。
第113箱發表第二回人氣角色投票結果以162票當選第十六名。
直方 賢理（聲：小柳良寛）
二年十三班的學生，血型：AB，身高190cm，兩肩繪有火球的紋路。
在『向未來拋花篇』中為了歡送黑神目高，而參與『百輪走』的活動。
牛深 柄春（聲：島崎信長）
三年十三班的學生，血型：AB，武器是三角形警告標誌，興趣是騎機車。
在『向未來拋花篇』中為了歡送黑神目高，而參與『百輪走』的活動。

### 負十三班
球磨川 禊（聲：緒方惠美）
三年負十三班的學生，水槽學園的轉校生，血型：AB型。小時候頭髮為白色，總是拿著一個詭異的兔子布偶。說話時會帶有雙引號，並將好的壞的感情亂七八糟的融入言辭而時常讓人受不了，甚至重創他人的心。
喜歡盡說些容易戳破的謊言，根據人吉的發言，似乎有潔癖。但會無恥地表現色氣的愛好，使後繼者替補稱他為「裸體圍裙前輩」。後來又進化成比「裸體圍裙」還變本加厲的「捂胸牛仔」，之後興趣又變成了「完全裸體風衣」，但是卻意外的受到黑神目瀧後繼者候補以及管理委員會委員長大刀洗 斬子的歡迎，甚至連喜界島在故事中期對他越來越有好感，而在漫畫番外篇中，他本人曾問過善吉「喜界島有沒有男朋友」這個問題，曾一度引起讀者之間的討論與遐想。
天生就是一個失敗者，有著注定會失敗的特殊體質。像是玩赤黑七列（類似牌七）時，全拿到Ａ跟Ｋ的牌；考大學通通落榜等。
宣稱自己本來很弱，事實亦有不少狀況因未能發動過負荷而迅速敗退，甚至在後期會找一些奇奇怪怪的理由而宣稱自己輸了，而某些關鍵時刻則是故意設局讓自己輸掉，進而達成真正的目的，可以說大部分是輸了表面而贏了裡子的奇特勝利。
完全讓人聯想不到的是他那重視同伴的心，初中時正因為下屬阿久根的轉變，才會導致和黑神對立。
與人吉善吉、黑神目高和阿久根高貴為同一個初中出身，一直到成為學生會副會長前仍穿著水槽學院的校服，並曾經有以支持率0成為學生會長紀錄（雖然很快就被罷免），不過後來也因為他而被廢校。
喜歡看周刊少年Jump，講話時常常會說些有關周刊少年Jump的話。由於腦中都在想些極端思想，連行橋都無法透知，是最難預測行動的危險人物。
過負荷「彌天大謊」本來並非是自己的能力。初時安心院為了封印他，而用「掌心孵化」跟球磨川最初的能力「劇本製作」交換，沒想到會以此作為原料，化為極度危險的「彌天大謊」。於是後來才在夢中交換回來，但那時候似乎已完全掌握開發技術，憑藉自身之力獲得真正力量。
出場過7月25日的庶務戰、8月8日的會計戰和最後8月22日的會長戰。選舉戰結束後，在目高的推舉下成為學生會的副會長。
在『向未來拋花篇』中為了歡送黑神目高，而參與『百輪走』的活動。
十年後行蹤成迷，不過目高說沒有消息才表示他們都平安無事，喜界島在當時也若有所思，但其中有參雜著一份信任的神情。
第70箱發表第一回人氣角色投票結果以185票當選第十名。
第113箱發表第二回人氣角色投票結果以3854票高票當選第一名（史上第一次球磨川打贏黑神的紀錄，也因此第二回人氣投票的彩頁全是穿著裸體圍裙的女生）。
根據作者西尾維新所說，該角色本來做為一個大反派已然差不多完成了他的任務，但後期的劇情塑造到了一個極致，也是因為在讀者間的人氣很高所致，被公認為日本漫畫史上最成功的角色人設之一。
名言
『不是我的錯。』
『即使和自己想的不一樣，即使輸了，即使贏不了，就算白癡也罷，被踩了也好，被踢了也好，悲傷也好，痛苦也好，貧弱也好，痛苦也好，艱苦也好，弱小也好，不正確也好，卑鄙也好，即使如此也要微笑，這才是過負荷！！！』
『淡淡的友情，徒勞的努力，空虛的勝利，這就是我們負１３班的口號！』
『把所有的菁英都給殺掉就好了,這樣的話,世界就平等而和平了。笨蛋什麼也不會想,沒有煩擾,更沒有困惑。沒有菁英的話,連忌妒也不會有了,每個人吃吃睡睡,多幸福啊！』
『說人生是正負零的人,肯定是個積極的人,因為是個幸福的傢伙,所以才能說出大徹大悟的套話啊！至少對於過負荷,我不認為因為有消極,所以就可以抵銷掉積極,什麼也沒有,我也許只是希望,幸福積極的大家,能夠明白消極的心情......』
『因為有能力,所以能交到朋友；因為有能力,所以能努力；因為有能力,所以能得到勝利，這樣絕望的現實,我作為有能力的人,都難以忍受啊！有能力的人會戰勝無能的人,這就是世界的現實……我想贏過那些傢伙！即使不帥氣,即使不強大,即使不正確,即使不美麗,即使不可愛,即使不乾淨,我也想贏過那些……帥氣,強大,正確,美麗,可愛,乾淨的傢伙。即使沒有被賦予才能,即使頭腦不好,即使性格惡劣,即使學習跟不上,即使誤入歧途,即使是廢物,也想贏過那些富有才幹、頭腦、性格都很好,總是一帆風順的傢伙。交不到朋友就想贏過交到朋友的人；不能付出努力就想贏過可以努力的人；得不到勝利就想贏過可以勝利的人；不幸就想贏過那些幸福的人！即使是被討厭的人！即使是被憎惡的孩子！即使是小角色！也想證明自己能演好主角！！！』
過負荷
純屬虛構/彌天大謊（All Fiction）
將指定的事物變虛構情況，用短小而粗的十字螺絲釘瞄準（實際上可以不需要，只是因為這樣比較醒目而已），而即是受傷、視力、死亡等都能變不見，不過變沒有的事物無法變回來。作為調回最初的過負荷所而失去無的能力，成了只能隨意使出螺絲釘的攻擊。
劇本製作（Book Maker）
將強變弱的能力。使用的是更加殘忍的加長巨型「一字」螺絲刺向目標，被命中的人不管肉體、精神、技術、頭腦、才能都會跟球磨川一樣「弱」，也就是「無能」。被劇本製作攻擊成功的話，頭髮都會變成白色的。
安心彌天大謊
將彌天大謊、安心院死前所留給球磨川的掌心孵化以及另一遺物實力勝負所融合而成的技能。可以將變不見的事物在3分鐘之後復原的技能。
虛數彌天大謊
球磨川在外傳時新登場的能力，能夠將抹消這件事都能抹消的能夠復原一切的技能，為彌天大謊的升級版。
江迎 怒江
一年負十三班的學生，城碧女學院的轉校生。
小時候以病人的身份與人吉瞳接觸過。
對於男孩第一次向他伸出手的人吉極端的執著，視他為命中注定的人，亂七八糟的戀愛觀念可以一瞬間跳格到結婚後的結果。
8月8日以新學生會會計和球磨川一同對上人吉母子，原先打算以和局告終，中途卻被人吉的真心所打動，雖然最終仍是以平局收場，本人因婉拒球磨川的治療而住院療養。
在『向未來拋花篇』中為了歡送黑神目高，而參與『百輪走』的活動。
因為人吉的「每天早上都想喝你的味噌湯」一句話，於單行本第十集的封面內頁可以看見江迎正瘋狂的製作著。在漫畫中對人吉的告白，是日本漫畫史上最多文字的一頁。
第113箱發表第二回人氣角色第一次參選投票結果以835票當選第四名。
過負荷
荒廢腐花（Rough Rafflesia）
凡事碰觸到的皆腐爛掉，連空氣也一樣變成腐氣。曾在球磨川的指引下腐化土壤以操控植物。後來再因球磨川的純屬虛構，而能控制過負荷。
怒放版：利用腐化土壤，來操控植物
柵欄型：操控植物，將人隔離開來
毒參茄型：操控植物，變成人型的樣子，奇怪的是每個人形植物都持有菜刀
千年杉型：操控植物，變成巨大的人型樹木
蝶蝶崎 蛾蛾丸
二年負十三班的學生，AB型。頭髮後方有根大呆毛，身著執事服、左眼戴著單框眼鏡的紳士風裝束。本性非常兇暴激烈，生氣時頭髮會不自覺的往後拽。5歲時與6歲的志布志飛沫是人吉瞳曾隸屬的作為管理和研究機構的「箱庭總合醫院」的機構中最後的患者，並且最後把它化為廢墟。
對於所有討厭的事情、不幸的事情、回憶、煩惱等損害，所抱持著『只要通通轉移出去，自己就可以過得很好』的心態，所以蝶崎幾乎沒有值得回想的事情。
8月15日，學生會選舉戰中以副會長的身份對上進化後的日之影，最後以敗北告終。
在『向未來拋花篇』中為了歡送黑神目高，而參與『百輪走』的活動。
過負荷
意外之災（Encounter）
將受傷害強制轉移到以外的地方，簡單說任意轉移損傷、疼痛、傷痕，但只侷限於自己所受到的傷害。蝶崎之所以是-十三班裡唯一持有理性的人，原因是蝶崎將自己的負傷傳導給某個特定的人，因此性格不會非常扭曲。
志布志 飛沫
一年負十三班的學生，AB型。
從小就喜歡看著未癒合的傷口並從中噴出血的扭曲性格，因而造就他人甚至是親友的眼光，被認定因為她的而促使週遭的麻煩，讓所有人不幸的存在。因此抱持著『因為要成為他人的不幸而高興的存在』而存在，憎恨對她施以暴力卻不弄出傷口的人，討厭排斥周圍自以為「不幸」的人。
武器是剃刀，戰鬥中嘗試製造更多的傷口，並且不斷使之嚴重化。
8月1日以新學生會書記出戰。被名瀨燒燬全身而敗北，卻因為發現球磨川的企圖和名瀨的發言，所以形成志布志勝利這個形式。
在『向未來拋花篇』中為了歡送黑神目高，而參與『百輪走』的活動。
過負荷
致命武器（Scar Dead）
範圍技，能將別人的舊傷、心理創傷完全復發。
強力版「憎武器」
建築物等無機物質的建構、修補、加蓋都視為舊傷崩裂。
火箭炮．死

### 風紀委員會
雲仙 冥利（聲：朴璐美）
風紀委員長，二年十三班的學生，10歲跳級生的資格，通稱「怪物兒童」（モンスターチャイルド）。
一頭向外開的亂毛，眼瞳呈多同心圓狀。9歲在箱庭以跳級生的特待資格入取的秀才。性格傲慢、偏激，為了正義可以捨身取義。討厭虛偽的現實並予以「規則」強制處理，『輕視根性不良的性惡說』。
做事情公私分明，不會為了自己而牽連他人，雖說討厭人類，心底仍是替人著想。事後因敗給黑神而得以退出實驗瓶計劃的十三人之一。
實驗名不明，在異常者中屬萬能型，不論是頭腦、運氣還是能單腳踢開牆壁的驚人體能，都屬異常等級，特別是幸運值部分極為浮誇，甚至以長者原融通的異常性「公平」也只能勉強影響至「還算常規的情況」。
球磨川的襲擊後，溜出醫院與貓美一同關注學生會的舉動。
裝配著名為『Ariadne』（阿里阿德涅）的科技素料所製作的防護服『白虎（スノーホワイト）』，S號，定價8750萬元，缺點是難以行動。
是下一代培養程序的第1次越野識途比賽，第3關口的門衛。
在『向未來拋花篇』中為了歡送黑神目高，而參與『百輪走』的活動。
十年後，和其他民間警備公司的夥伴，擔任國防的一角
第70箱發表第一回人氣角色投票結果以271票當選第八名。
武器
超級球（Super Ball）
本名不明，是由黑神命名，彈性強度是連鐵片都能貫穿，可不是一般素材能比的上。超躍彈，定價120萬(每顆)。
炸裂彈『灰姑娘』（炸裂彈『灰かぶり』シンデレラ）
從持有手中數個火柴盒的火柴棒引爆，威力驚人。
鋼絲球（String Ball）
同樣是用『Ariadne』所製作的，鋼絲的韌度連5噸重的重物都能牽動。
呼子 笛（聲：小清水亞美）
風紀委員、副委員長。二年十班的學生。武器是鐵製的鎖鍊劍。髮邊呈兩邊翹起，並且很聽雲仙的話。
「為獲得雲仙的青睞」的動機成為風紀委員會，完全與個人的嚮往有很大的關係，因而有不同於他人的忠誠心，雲仙曾對球磨川說「裸體圍裙早就看多了」，漫畫中暗示呼子本人時常為了雲仙做這件事，也是她的忠誠心驅使。
在『向未來拋花篇』中為了歡送黑神目高，而參與『百輪走』的活動。
鬼瀨 針音（聲：大橋步夕）
風紀委員會第三部隊隊長，一年三班的學生，頭戴十字鈕扣狀的髮髻，別名「美國手銬的鬼瀨」，是一名直接由委員長（雲仙）指定的風紀委員，可以為了維護風紀而不惜使用暴力。
使用武器是手銬，使用方式是套在手中成拳套的架式，搭配鬼瀨的腕力可不是一般的強勁。
沒有說謊的才能。
在『向未來拋花篇』中為了歡送黑神目高，而參與『百輪走』的活動。
千千石 等星、野母崎 兒、八女、兒湯 燈
風紀委員會部隊隊長們，雲仙近衛隊員。
在『向未來拋花篇』中為了歡送黑神目高，而參與『百輪走』的活動。

### 其他委員會幹部
大刀洗 斬子
二年一班的學生，根據不知火的發言得知是女性，選舉管理委員會委員長。
綁束雙馬尾的小女孩，戴著寫有「不工作」字樣的眼罩，因此無法一窺全貌。睡在一個等身大小的枕頭。說話喜歡在結尾托長音。
性格懶散貪睡，是箱庭學園史上最懶的、最不勤於工作的委員長，一天要睡22個小時。據說沒有人見過她站起來的樣子。（在第100代學生會選舉首次於全校面前站起來）
移動方式是連人帶拖的趴在地上前進。
由於沒有讓人能輕易了解她的才能的成果，現而待在一班，事實上是個10到13班都能直接保送進入的才女，只是單純不工作而已。
通過一個月的說服，將學生會選舉戰執行相關事宜全權交由給不知火。
與球磨川於「赤黑七列」的對決中，希望戰勝後能直接指名球磨川到她的麾下做事，同時也是本作中少數了解球磨川真實內心想法的人，甚至比安心院還要了解他。
在畢業後進入冷凍睡眠。
在『向未來拋花篇』中因睡眠時間到，而沒參與『百輪走』的活動，由長者原 融通代理。
長者原 融通
二年十三班的學生，擔任學生會選舉戰的裁判，被黑神信任。一邊把經常禮儀正確，一邊嚴格地擔任選舉管理，因應場面狀況修改規則，或某種程度承認選手們的指導等，合理地將進行選舉的作為作為優先。
看起來像用布包著眼睛，但其實那是半透明看的到外面的。
似乎是雲仙唯一的男性朋友。
在『向未來拋花篇』中為了歡送黑神目高，代理大刀洗斬子參與『百輪走』的活動。
異常性
公平
在任何情況都要把事情以公平方式的進行，即便要死也在所不惜。
十二町 矢文
二年十班的學生，血型：AB型，圖書館委員長。
長髮蓋住左側的美人，能將讀過的書（包括漫畫）一字不漏的全部記得而有「移動圖書館」的稱號。
是下一代培養程序的第1次越野識途比賽，第2關口的門衛。
在『向未來拋花篇』中為了歡送黑神目高，而參與『百輪走』的活動。
赤 青黄
二年十一班的學生，血型：AB型，保健委員長。
身穿護理人員的裝束，每一句話的語尾都會附有空心的愛心符號，超稀有廣域殲滅型能力的擁有者，而且是惡平等七億人中其中一的人。
借用安心院的能力「五之病爪」，可以使被抓到的人「發病」或「治療」，治療和致病的雙重操縱能力。其被託付的使命是不讓這個學園出現死人所作出的相應對策。
雖然在第3關之前，被高貴稱是和藹的人而被分類成例外。很討厭球磨川。
是下一代培養程序的第1次越野識途比賽，第4關口的門衛。利用自訂的特殊規則來讓自己的作牌不容易拆穿，靠著左手來作牌，被球磨川識破甚至完敗於他，雖說輸了，但球磨川本人還是認為自己輸了，令她十分不解。
在『向未來拋花篇』中為了歡送黑神目高，而參與『百輪走』的活動。
飯塚 食人
二年十二班的學生，血型：AB型，食育委員長。
通稱：獵理人，稱呼米良為「小米良」（ロード）。用暴食的方式來鍛鍊自身腹部呼吸的力量，擅長搜索獵物，手持獵槍。
在『漆黑的新娘禮服篇』中遭到兔洞 武器子重創。
在『向未來拋花篇』中為了歡送黑神目高，而參與『百輪走』的活動。
米良 孤呑
二年十二班的學生，血型：AB型，食育委員長。
通稱：超理師，稱呼飯塚為「食人」（メラリー）。義大利的歸國子女，從中學時代開始廚藝的修行，手持巨大的刀子。
認為「生存即是進食，進食即是殺生」。因此如果不了解這個道理就意味著「不尊重生命」，因而非常尊重食物的料理。
在『漆黑的新娘禮服篇』中遭到兔洞 武器子重創。
在『向未來拋花篇』中為了歡送黑神目高，而參與『百輪走』的活動。
上無津呂 杖
二年十一班的學生，血型：AB型，飼育委員長。
長得像貓的女孩子，兼任空手道部長。擁有能夠跟動物對話，並且以動物的身體說話的特殊才能。
看似一副野孩子的樣子，說話卻不是無經大腦，具有理性判斷的。力氣很大。唯一一個和目高對打還沒倒下的人。
在『向未來拋花篇』中為了歡送黑神目高，而參與『百輪走』的活動。
廻栖野 佃女
二年十班的學生，血型：AB型，美化委員長。
通稱『魔女』。初期登場時戴著一顆南瓜頭而無法目視。無法確定的飄忽感電波系，跟與次郎有得拼。
接連擊敗鱷塚、喜界島、球磨川，面對突然出場的神奇次葉(與次郎自稱)，對其妄想與行為絲毫也招架不住。
在『向未來拋花篇』中為了歡送黑神目高，而參與『百輪走』的活動。

### 其他學生
不知火 半袖（聲：加藤英美里）
一年一班的女學生，後來轉為負十三班。血型：AB型、視力左右均為1.5，一頭天藍色的頭髮，為箱庭學園理事長不知火袴的孫女。
與人吉是好友關係，雖然表現異常悠閒，骨子裡仍儘是些無法讓人看透的事，即使如此對於還是願意相信他的人吉頗有好感。
所有行動與策劃幾乎都與人吉脫離不了。後來確定這些行動是針對黑神，作為支持她的影武者，監察不斷成長的對方。於漆黑宴後結束任務，返回家族的不知火村。
被雲仙稱呼為『空氣胸』。雖然如此卻被美術社的夕原大大看好。
學生會選舉戰中原以會長資格出戰，卻巧妙的運用手段轉交給球磨川。
在『向未來拋花篇』中為了歡送黑神目高，而參與『百輪走』的活動。
第70箱發表第一回人氣角色投票結果以307票當選第五名。
第113箱發表第二回人氣角色投票結果以727票當選第七名。
過負荷
正喰者
吞噬別人的技能並將之轉化，可以在隨意增加條件，例如用完後就會變回原形。
曾吞噬並轉化的技能有『不為人知的英雄』→『光化靜羽』和『欲視力』→『全吉模式』
人吉 瞳
一年一班的學生，跟善吉同班的媽媽。
擁有能夠以看似12歲欺騙他人的嬌小外表，實際年齡是讓人咳血的42歲，原心臟外科醫生。
希冀讓被稱作為異常的孩子們向能適應社會，一邊瞭解燒瓶計劃的行動一邊也致力於通曉計劃的設施「箱庭總合醫院」（她自己也被稱作異常成長著）。
被球磨川稱為是他第一位戀人。利用無法得知的外表介入與善吉相同的年級，支持學生會執行部門。
因曾經是為精良的心臟外科醫師（奇怪的理由），因而擁有驚人的縫紉技術，還有驚人的園藝技術，體術也毫不遜色。
在『向未來拋花篇』中為了歡送黑神目高，而參與『百輪走』的活動。
媽媽的愛好
「園林的守護者」
「園林的守護者」砍伐版
縫合格鬥技「狩縫」
六之技「針漬」
鶴喰 鷗
一年一班的學生，是經理事長才轉班的學生，為幫助人吉成為主人公的人。
被喻為是「過去沒成為主人公的男人」的影之主角。
戰鬥模式為「鷗系統」，由已登場的三種奇能混合而成。武器是陀螺，舌頭印有「挑」字。
講話酷酷的，臉從印堂到鼻梁前端都呈現陰沉的黑色。基於個性（有病）的關係，一次只和一個人交談，而且自稱要是和人對視的話便無法好好的說話，從不正眼和人說話，故稱「孤身一人的生日」。
看似陰沉，實際上非常喜歡表達言論，意見相當多，而且意外的會自我害臊，欲罷不能到被人視為「怪人」的地步。
比起週刊少年Jump，更加喜歡Jump Square的SQ派。言論被讀者視為作者西尾維新挑戰《Jump》行規的戲謔。
在『向未來拋花篇』中為了歡送黑神目高，而參與『百輪走』的活動。
在十年後，已經把自己的劉海剪掉,以至於自己臉上的陰影也消失了,而且改掉自己不敢對視別人的習慣。
鷗系統
異常性 獨樂圖解
旋轉的技能，連地球自轉和公轉都能操縱。
過負荷 扯人後腿
引力的技能，以重力妨礙對手的行動，大多用法是如技能名所說扯人後腿。
風格 挑釁
可以用言語誘使他人與其對壘。
日向（聲：興津和幸）
一年一班的學生，劍道部指導。原是個認真到有點惡性向的劍道少年，實力不弱但不夠稱作異常的地步，而且不是普通的喜歡。
在『向未來拋花篇』中為了歡送黑神目高，而參與『百輪走』的活動。
阿蘇 短冊（聲：門脇舞以）
三年二班的學生，血型：AB，廣播部代理社長，動物占卜：長頸鹿。
是個外表嬌小的跟不知火一般大小的眼鏡娃，時常擔任校內評分比賽的播報員。
在『向未來拋花篇』中為了歡送黑神目高，而參與『百輪走』的活動。
秋月
三年二班的學生，興趣：製作甜點，夢想：當新娘，口頭禪：你好嗎。
曾投書給目高箱，希望能幫忙找尋她的狗。
雖然飼主相當的溫和，但飼寵卻是超違和的蘇聯牧羊犬(別名俄羅斯狼犬)。
在『向未來拋花篇』中為了歡送黑神目高，而參與『百輪走』的活動。
諫早（聲：淺野真澄）
三年三班的學生，血型：AB，女子田徑隊隊員，短跑紀錄為100公尺跑12秒。
曾利用文車新聞剪輯成威脅函，並剪爛有明的運動鞋。
雖然被發現，但被人吉寬恕，重新寄了一份道歉信及新鞋子。
在『向未來拋花篇』中為了歡送黑神目高，而參與『百輪走』的活動。
有明（聲：大龜明日香）
二年九班的學生，血型：AB，女子田徑隊隊員。
曾因為擔任短跑的代表選手而遭到他人的威脅。
在『向未來拋花篇』中為了歡送黑神目高，而參與『百輪走』的活動。
鍋島 貓美（聲：壽美菜子）
三年十一班的學生，原柔道部社長（後來引退）
號稱柔道「犯規王」，會使用各種手段欺騙對方的「卑鄙小人」，並且以此自豪。原本十分討厭那些被稱為天才的人，後來受到黑神的一番話改變不少，口頭上說著要打敗黑神的台詞，事實上很重視目高並視她為朋友。曾幫助目高打敗雲仙冥加。
跟不知火一樣都是「雖然很弱，但從沒輸過」的人種，只是行動方式完全不同。
在『向未來拋花篇』中為了歡送黑神目高，而參與『百輪走』的活動，但並未參與戰鬥。
第70箱發表第一回人氣角色投票結果以184票當選第十一名。
屋久島（聲：保村真）
三年十一班的學生，游泳隊的社長兼游泳比賽的隊長，非常照顧喜界島。因為家境貧困潦倒而分崩離析，因而十分看重金錢，被稱為向錢看齊的游泳隊飛魚（金にうるさい三匹のトビウオ）之一。
在『向未來拋花篇』中為了歡送黑神目高，而參與『百輪走』的活動。
種子島（聲：吉野裕行）
二年十一班的學生，游泳隊的副社長，與屋久島一樣非常照顧喜界島，視她為家人般照顧。
男子游泳界最快成績的締造者，與屋久島同樣是精英。孤兒成長的過去，也因育幼院沒錢而倒閉，對錢財有著強烈的執著。以特優生的資格入取箱庭，被稱為向錢看齊的游泳隊飛魚（金にうるさい三匹のトビウオ）之一。
在『向未來拋花篇』中為了歡送黑神目高，而參與『百輪走』的活動。
夕原（聲：下和田裕貴）
一年十二班的學生，美術社的成員。雖然自稱是藝術家，但過激的個性（或任性）會將自己的價值觀強制去衡量他人。
在『向未來拋花篇』中為了歡送黑神目高，而參與『百輪走』的活動。

### 惡平等

#### 領導
安心院 馴染（聲：水树奈奈）
箱庭學園與燒瓶計劃的創始人，AB型，與目高、人吉同一間中學的女生。
遲來的兩人之一。與半纏自稱「惡平等」為人的態度十分沉靜和善，實際是抱持著全部事物皆平等的邏輯概念，從人吉的「欲視力」中得知是「人」和「那邊的橡皮擦」同等，並非鄙視，而是出於人和風景等沒有區別的平等價值觀，將自己以外的人一律視為平等。喜歡被誠稱作安心院小姐。
擁有7932兆1354億4152萬3222個異常性和4925兆9165億2611萬643個過負荷，分別借給球磨川和善吉各一個技能，因此現在有1京2858兆519億6763萬3863個技能。戰鬥時背景都會變成她所使用的技能。
知道本作世界的真相，即「這個世界是漫畫故事，跟現實毫無關係」的事實。因為這項理解，所以她曾得出一個「左右本作未來去向」的決定：黑神目高已經以傳統少年Jump主人公的身份，漂亮地守護學園的和平；所以為了化解這個美滿帶來的不平等，視為萬惡的燒瓶計劃要在她畢業後重新開啟。這種思維方式類似諾斯替主義，在本作其他人物的眼中，是一種妄想症而認為現實是模擬現實的病症。後來亦因為黑神不希望自己和善吉被此等妄想支配，而肆意用完成技能，對安心院的部分設定重新洗牌，無視了這個真相。直至遇上獅子目言彥，這個想法才被重新提出。
穿著印有學年「3-C」的室內鞋。被球磨川稱為最後的戀人，因為不明事理的原因而愛上安心院，因此嘗試「如果扒光她的面容，是否還會愛著他」的理由真的將她致死，也因此觸怒目高以亂神模式解決事件，從此之後在他人的精神意識內出現。
少數能令球磨川赤裸裸地露出感情（憎惡、憤怒）的人。在每次球磨川死亡時現身，在意識中恢復因球磨川的過負荷而失去視力的善吉原來的視力，並借給善吉自己特殊的視力－「欲視力」。
3年前被球磨川以劇本製作能力封印住，因而無法出現在球磨川以外的人的夢裡。後來以穿著巫女服般的裝束，並且全身被大量的「劇本製作」的螺絲釘紮著的形象出場。後由於目高拯救球磨川的心，使得插在身體上的複數「劇本製作」效果明顯減弱不少，以至於能離開夢境行動、說話。
在人吉當上會長時，封印以全部解開，球磨川將解開封印的安心院稱作「完全院小姐」。
在163話為了讓黑神等人逃離獅子目言彥而留下來爭取15秒的時間，最後被獅子目言彥僅用1根橡皮圈腰斬殺死。球磨川在與獅子目言彥戰鬥時死亡後，見到了安心院薰染的殘像（？），之後安心院講兩項遺物交給了球磨川，而因此在一次誕生出「彌天大謊」，以及新招「安心彌天大謊」。
第113箱發表第二回人氣角色第一次參選投票結果以375票當選第十名。
不知火 半纏
AB型，遲來的兩人之一，是安心院 馴染的影武者，『製作技能的技能』是作為安心院影子的手段。不知火家族的創辦者，但已經脫離關係多年。背後的制服標有ǂ的記號。
從不曾和任何人有對視及任何交流，面貌不明，有根往前躺的大呆毛。在165話中第一次露出他的真面目來。因為安心院薰染的死，所以才會行動，指自己跟薰染反轉了，請別人叫他反轉院先生。
認為薰染是因黑神等人而死，要繼承安心院的意志，不讓黑神等人再站到獅子言彥的面前，叫黑神放棄與不知火半袖的友情。其後黑神的說服下，任由黑神等人尋找打倒獅子目言彥的可能性。
在『向未來拋花篇』中為了歡送黑神目高，而參與『百輪走』的活動，但並未戰鬥。
創造技能的技能
據安心院所言，至少有100個能力是由他創造的。相信留向外方的技能不計其數。

#### 後繼者候補
喜喜津 嬉嬉
棺桶中學三年二班的體驗入學生。
風鏡搭配耳機的男兒式少女，擁有鉛球第一名、相撲優勝、德語滿分、TREASURE漫畫新人獎和臘製工藝品競賽優勝等多項獎項，特長幾乎是全能型的發展，雖然因為對遊戲的執著而並沒有太多額外的興趣。
為了挑戰高難度的學生會繼任者而報名體驗入學。
武器是刀子，有著驚人的推理能力，個人說成是遊戲的攻略能力。隨身攜帶遊戲機。
在『向未來拋花篇』中為了歡送黑神目高，而參與『百輪走』的活動。
鱷塚 處理
潛水挺中學二年五班的體驗入學生。
真正的名字是宗像戀，是宗像形的妹妹。有著超天然的性格，曾經將宗像形說成是自己的爸爸
左眼戴著像狙擊型的眼罩，遮住她挖出左眼的傷痕，同時眼罩似乎是控管著她『雙重性格』的開關。口中常會叼著自己的愛槍S&W左輪手槍。
作為報名的動機是『提升自我』，想接觸曾被稱為破壞王的阿久根，卻認為他現今的改變如同衰敗樣而感到吃驚。用像軍人一樣的語調說話，武器是戰車步槍。綽號是鱷魚。
崇拜阿久根甚至是到了盲目愛慕的境地。
愛好是讀書，擔任女子排球部的傳手。腦筋還算不錯。
雖然表面上表現的很可靠，一旦失去目標，或者自覺身旁有一定比不過的人，就會變得自暴自棄。
專長軍隊式格鬥術-戰鬥.徒手角鬥。
在『向未來拋花篇』中為了歡送黑神目高，而參與『百輪走』的活動。
財部 依真
一枡女子中學三年一班的體驗入學生。
穿著貝雷帽的眼鏡娘，綽號是鷹。專業領域是拷問，喜歡敲詐處於無法動彈的對方。
會以內心腹黑的真心話加上刪除號效果後變成較為體面的形式說出來，跟球磨川一樣是怪異形式發言者，是個不坦率的表達感情的人。對球磨川抱有好感。
在『向未來拋花篇』中為了歡送黑神目高，而參與『百輪走』的活動。
與次郎 次葉
缶詰中學三年D班的體驗入學生。
雖然是個面表清淡的，笑容靦腆的可愛女孩，卻能夠臉不紅氣不喘的盡說些超電波的話語。對她而言，這些既不是演技也不是妄言，都是她的真心話。把所有的遐想和一切的幻想都變為現實的認知，卻意外地可以在日常交流中存活。
自稱與次郎是人間使用的假名，真名是『次葉基斯塔‧SS‧露比薩法雅5世』(ツギハギスタ・SS（ダブルエス）・ルビーサファイヴ5世)，換言之就是『近在身邊的魔法神奇次葉☆』（間近でマジカル☆ワンダーツギハ，陸譯眼前的魔法☆奇蹟的次葉)。坐在她右肩上的是妖精戴洋（ダイヤンを），她告訴她現在魔界的大帝王瓦爾哥爾德（魔界の大帝王ワルゴールドに）正打算奪取人界，雖然是被天界選中的戰士，卻因為覺醒過遲而無法正常發揮力量，所以才為了修行報名體驗入學。
使用武器是電擊槍和濃硫酸，並稱呼它們為雷系魔法『サンダーボル』和水系魔法『ウォーターボトル』
在『向未來拋花篇』中為了歡送黑神目高，而參與『百輪走』的活動。
希望丘 水晶
聖卡果女子學院一年梅班的體驗入學生。
三船製作所去年發明出來的自律式人型機器人，編號23的試作機「露普」，希望丘只是她的戶籍名稱罷了。
從對話中似乎能得知希望丘幾乎都以硬性規格的方式說話，至少熟知校規。
自己的說法是認為這裡是最合適學習人心的地方，藉此動機而報名體驗入學。
會飛，能將自己的耳朵拔下來。
因為是機器而沒有情感，沒有心，亦沒有生命，正因此想尊重生命，珍惜生命，即便是已無生命的「食材」也會以相同的方式對待。
在『向未來拋花篇』中為了歡送黑神目高，而參與『百輪走』的活動。

### 漆黑宴
從漆黑宴的參選家族中揀選出來最有資格的家族代表，成為黑神的婚約者。

#### 主持
兔洞 武器子
第二回漆黑宴的媒人，右肩與左肩上個刻有象徵月下冰人會的「月」「冰」字，一身兔女郎的打扮、手持超過身高的矛槍。
隸屬月下冰人會。月下冰人等同於月下老人，也就是所謂的月老，是漆黑宴的舉辦者，並負責擔任所謂的「媒人」（裁判）。沒有過多的歷史，僅是上一代黑神家與七個分家所獨立出來的組織。
擁有各種高級收藏工具，讓對戰在非一般的舞台上舉行。
在『向未來拋花篇』中為了歡送黑神目高，而參與『百輪走』的活動。

#### 婚約者替身
第二回漆黑宴中婚約者的替身，所有人的名字都和「虛假之物」有關。
潛木 怪儡／不知火 怪儡
第二回漆黑宴中潛木家的替身代表。實為不知火家族委派的人員。
由黑色長髮綁束成馬辮狀的瞇瞇眼輕浮男，總是一臉帶笑的面容，因為希望結婚後能每天被黑神踐踏身軀的超M男而自稱『變態1號』。
被安心院用了100個刀劍系技能秒殺。
於『不知火不知』篇為黑神等人帶路，說明自己比起刀更擅長用槍，反被安心院用了100個槍彈系技能秒殺。
在不知火 半袖接到當鶴喰 梟影武者任務時，與壽 蜃氣郎護送不知火 半袖執行任務。
在『向未來拋花篇』中為了歡送黑神目高，而參與『百輪走』的活動。
壽 蜃氣郎／不知火 蜃氣郎
第二回漆黑宴中壽家的『替身』代表。實為不知火家族委派的人員。
雙手都裝載了三個負重的筋肉男，因為希望黑神能生出自己喜歡的八歲幼女（俗稱蘿莉控）而自稱『變態2號』。
被安心院用了100個格鬥系技能秒殺。
於『不知火不知』篇中在不知火 半袖接到當鶴喰 梟影武者任務時，與潛木 怪儡護送不知火 半袖執行任務。
在得知鶴喰 梟說明的真相後企圖對鶴喰 梟出手，卻被鶴喰 梟以模式攻擊，變成死亡狀態並且被封印。
在『向未來拋花篇』中為了歡送黑神目高，而參與『百輪走』的活動。
桃園 幻實／不知火 幻實
第二回漆黑宴中桃園家的『替身』代表。實為不知火家族委派的人員。
一臉很跩的驕傲男，只喜歡二次元（俗稱動漫御宅）而打算將黑神壓扁的『變態3號』。
被安心院用了100個魔法系技能秒殺。
於『不知火不知』篇中無法阻止獅子目言彥出村反遭擊敗。
在『向未來拋花篇』中為了歡送黑神目高，而參與『百輪走』的活動。
贅波 錯悟／不知火 錯悟
第二回漆黑宴中贅波家的『替身』代表。實為不知火家族委派的人員。
沒任何特色的陰沉男，喜歡全身染血的女孩子（俗稱獵奇控）的『變態4號』。
被安心院用了100個精神系技能秒殺。
於『不知火不知』篇中無法阻止獅子目言彥出村反遭擊敗。
在『向未來拋花篇』中為了歡送黑神目高，而參與『百輪走』的活動。
葉野 仮輝／不知火 仮輝
第二回漆黑宴中葉野家的『替身』代表。實為不知火家族委派的人員。
較正常的眼鏡男，喜歡眼鏡娘甚至偏執到認為是女性都該戴上眼鏡的『變態5號』。
被安心院用了100個生物系技能秒殺。
於『不知火不知』篇中無法阻止獅子目言彥出村反遭擊敗。
在『向未來拋花篇』中為了歡送黑神目高，而參與『百輪走』的活動。
杠 偽造／不知火 偽造
第二回漆黑宴中杠家的『替身』代表。實為不知火家族委派的人員。
全身的陰影黑到連眼睛都看不見的的怪異男，超喜歡內褲（俗稱戀物癖）到如果沒有麵包吃就吃內褲好了的『變態0號』。
被安心院用了100個BOSS系技能秒殺。
於『不知火不知』篇中無法阻止獅子目言彥出村反遭擊敗。
在『向未來拋花篇』中為了歡送黑神目高，而參與『百輪走』的活動。

#### 婚約者本尊
真正的婚約代表們，六人不僅全是女性的，同時也是言語使。不同於異常性、過負荷等的能力系，是與鶴喰鷗的鷗系統一樣的模式系。
鶴喰 鷗
愈知詳情#其他學生對照。
贄波 生煮
第二回漆黑宴中贅波家的『本尊』代表。
病態般的低語著，說話帶點脫線，覺得自己是很會搞笑的人，而會無時無刻做些滑稽的動作，曾經將戴上安心院髮型的假髮(白髮)，並自稱「陰險院」(隨後馬上被眾人教訓)。使用武士刀，具有敏銳的觀察力及能一擊劈開航空母艦的不死劍士。特別擁有「死地點拔刀」的技巧，總共用上一把太刀和藏在裙下的六把小太刀，將小太刀刺進手臂後再使出七刀流亂斬。
舌頭上有「逆」的字體。
在『向未來拋花篇』中為了歡送黑神目高，而參與『百輪走』的活動。
風格
逆接
以反論為基礎，就著對手的能力和狀況，衍生出可能性最低的結果。敵人越是強大、戰鬥越是艱難，正因如此越能取得難以置信的勝利。
葉野 遂
第二回漆黑宴中葉野家的『本尊』代表。
眼戴小眼鏡的，看似穿著樸實正當的漂亮美女，移動方式為爬行。
武器是鐮刀，因為手腳觸地的關係而將武器叼在嘴上。
舌頭上有「漢」的字體。
在『向未來拋花篇』中為了歡送黑神目高，而參與『百輪走』的活動。
風格
漢字
廣泛應用2136個漢字。可以就著存在事物的日語漢字進行分拆、合體、音讀、意讀、訓讀和誤讀，改變事物本質。
潛木 鼬倉
第二回漆黑宴中潛木家的『本尊』代表。
據葉野所言，雖然看似像個笨蛋，但卻是最接近黑神的婚約者。
自稱分解系女子，是僅用一支螺絲起子便將戰鬥機解體的怪咖。
雖說是言語使，但戰鬥力十分驚人，幾乎無全不需要使用能力。
有趣的是能隨意操控螺絲起子攻擊，貼近球磨川的味道。最後由球磨川以劇本製作封印，球魔川說只要僅僅３０年就可以解開了
舌頭上有「誤」的字體。
在『向未來拋花篇』中為了歡送黑神目高，而參與『百輪走』的活動。
風格
誤變換
將同一唸法的事物混淆或轉換成別種意義，且不限語言方式，比單純的漢字更見廣泛。
桃園 喪喪
第二回漆黑宴中桃園家的『本尊』代表。
外型如小兒般的嬌小，服裝也同幼稚園兒童的衣服，但是臉部表情、舉止及對話卻都是有一附深沉的氣勢在。
舌頭上有「名」的字體。
在『向未來拋花篇』中為了歡送黑神目高，而參與『百輪走』的活動。
風格
卡片
能將事物封印於卡片中，維持某個時刻的狀態。
壽 常套
第二回漆黑宴中壽家的『本尊』代表。
自問很理解照顧小孩。
漆黑宴結束後，去鶴喰 梟的實驗室做助理。
舌頭上有「幼」的字體。
在『向未來拋花篇』中為了歡送黑神目高，而參與『百輪走』的活動。
風格
童謠
唱出童謠，使人隨著距離和聽到的幅度返老還童。
杠 換替
第二回漆黑宴中杠家的『本尊』代表。
著裝公主風的服飾。
舌頭上有「喻」的字體。
漆黑宴結束後，去鶴喰 梟的實驗室做助理。
在『向未來拋花篇』中為了歡送黑神目高，而參與『百輪走』的活動。
風格
謊話連篇
又名嘘八百，每一次使用時可以造出800個分身，而每一個分身都可再造出800個分身，即每次最多可造出640000個分身。毎一分身都是其正身，不存在假象投映，或是打倒本體就能使分身消失的設定。
換喻
與使用者同屬性的概念(詞語)與其替換，為概述或簡稱。
鶴喰 梟
鷗的父親，是目高第一次參加漆黑宴時，代表鶴喰家的參選者。根據目高的說辭，是個比起新郎，更像是父親一般溫柔的存在。
第一回漆黑宴的贏家，但也因此招致殺身之禍，此事也使目高認定是自己的責任；而由於梟的「死亡」，致使漆黑宴的進度完全停擺。
實際上並沒有真正死去，並安然用各種手段和保險手法，造就自己理想的伴侶。黑神被帶到醫院、被善吉感化和進駐箱庭學園的事情，以至鶴喰鷗出生的事情，都是他的計劃之一。
風格發明者，懂得充分利用所有使用者的手法。稱自己是無業遊民,年過四十,瘋狂科學家,已死之人,姐控,殺人犯,對女性襪子有特殊嗜好的人
只懂得追求事物，不懂得深深不忿的感受。這是使其性格扭曲和集萬惡於一身的主要原因。
最後身體右半邊被跳下來的獅子目言彥縱向踩爛，當場死亡。
舌頭上有「遺」的字體。
風格
遺言
死後發動，遺言有絕對的效力，故無法取消、改變或逆轉，遺言內容為讓月球去撞擊地球

### 黑神家族
黑神 舵樹
黑神目高與真黑的父親。
造成鶴喰梟博士被殺害的主因，是因為黑神家要和其他七個分家的婚約者結婚，為了避免出現這種情況發生從而才觸使月冰會舉行漆黑宴的活動。
因此，真黑的生母是潛木家的代表，鯨則是桃園家的代表，而目高的生母就是鶴喰鳩，也就是鶴喰梟的姐姐，也因此，他才以女兒的眼光看待目高。
在『向未來拋花篇』中為了歡送黑神目高，而參與『百輪走』的活動。
黑神 亡
舵樹七名妻子之一，桃園家的代表，黑神鯨的生母。
在『向未來拋花篇』中為了歡送黑神目高，而參與『百輪走』的活動。
黑神 鳩
舵樹七名妻子之一，鶴喰家的代表，鶴喰梟的姐姐，黑神目高的生母。
正義感強，為人熱情，討厭不完美的事物，在醫院工作被稱為「白衣惡魔」。
生完黑神 目高就去世了。
黑神 真黑（聲：諏訪部順一）
箱庭學園舊宿舍(軍艦塔)的管理人，18歲，血型：AB，目高與鯨的哥哥。
實驗名「魔法使（Checkmate Magician）」，前燒瓶計畫的監督。
異常的愛護妹妹，曾與善吉三人是玩伴關係；中學時段才華完全展露無遺，13歲時以黑神企業諮詢部門任職，與目高不同意義上的「為了幫助他人而誕生於世」。
能大言不慚的說自己是「變態」的變態，同時也代表十分少有的誠實，被喻為「堂堂正正的異常」。
將所有女子包括小學程度的男孩都視為是自己的女孩子，並自稱所有站在他面前的女孩子會被奪走四樣東西：眼睛、內衣、內褲，最後是心
對自己的兩個妹妹目高和鯨有嚴重到異常的戀妹控。第70話發表第一回人氣角色投票結果以297票當選第六名。
在『向未來拋花篇』中為了歡送黑神目高，而參與『百輪走』的活動。
異常性
分析
可以好好綜合所有曾經理解日之影除外的情報，但許多時候都會假作不知。

### 不知火家族
不知火 褲（聲：清川元夢）
箱庭學園理事長，72歲，是半袖的祖父，有着像不知火半袖一樣的呆毛。
燒瓶計劃的核心人物，並在意黑神家族培養下一代的意願，除此之外不直接插手於事件之中。
雖然對異常學生司空見慣，但還是曾經被球磨川震懾。
在『向未來拋花篇』中為了歡送黑神目高，而參與『百輪走』的活動。
不知火 半纏
愈知詳情#惡平等對照。
不知火 半袖
愈知詳情#其他學生對照。
不知火 半幅（不知火 半幅（しらぬい はんはば））
不知火村的當家，跟半袖一樣矮小。
在『向未來拋花篇』中為了歡送黑神目高，而參與『百輪走』的活動。
獅子目言彥（獅子目 言彦（ししめ いいひこ））
連安心院也不能打敗的人之一，在五千年前曾經打倒安心院上億次，甚至要避開不與他戰鬥才能達成安心院五千年前的「目的」。
實際身份是神話時代的英雄，而不知火一族因繼承了半纏想要保存稀有品種的本能，而將言彥這個特殊的存在保存了下來。所使用的方法是讓言彥死後由其影武者繼承他，而這位影武者死後再由其影武者繼承，如此循環了五千年之久。半袖即為下一任的言彥，在她20歲的時候其人格和體格將會完全與言彥同步，成為下一代獅子目言彥。
半袖曾稱他是「不可逆的破壞者」，是為了毀滅世界而降生的人類。正如稱號所言，被他所破壞的事物將不會被復原，目高等人的技能攻擊亦對其無效。後來據目高的推測，認定言彥是由本作世界外的次元前來，所以無論在世界以內的技能顯得有多強勁，對其根本是微不足道。惟有同樣顛覆本作世界規律的「風格」，才有機會與之匹敵。
於180話被終神模式擊敗後立刻和半袖同化重生，並將目高等人全面擊退。後來苦戰於獲得逆接這項風格的善吉，並且因為瞬間將身體主權還給半袖導致半袖的意志得以控制其行動，最後在半袖的意志下被自己不可逆的拳擊擊中然後消失。死後所有不可逆的傷害全部都成為可逆。
被擊敗後的言彥現在只剩下殘像。
在『向未來拋花篇』中為了歡送黑神目高，而參與『百輪走』的活動。
口頭禪為「時髦」。
不知火 怪儡、不知火 蜃氣郎、不知火 幻實、不知火 錯悟、不知火 仮輝、不知火 偽造
愈知詳情#婚約者替身對照。

### 異常偶像
須木奈佐木 咲
愈知詳情#水槽學園對照。
不老山 初希
職業：音樂家，血型：AB型，年齡：16歲。
初登場時穿著一副很奇特的裝扮，眼瞳呈音符狀。
天才型的音樂家，不靠著任何手法或宣傳，單靠一把吉他登上舞臺的藝術家。
八人岳 十字花
職業：聲優，血型：AB型，年齡：15歲。
特徵是頸子上有個很大的傷痕，平時用圍巾遮住。
為了配合出場角色的嗓音而不惜傷害自己的肉體，藉著改造來獲得各種聲帶的自傷聲優。

### 番外篇
『週刊少年Jump的增刊號│ジャンプネクスト!』以球磨川禊為主角的「グッドルーザー球磨川」番外篇。
須木奈佐木 咲（聲：日笠阳子）
水槽學園3年4班的學生，血型：AB型，學號：2號。
平時表現的一副可憐樣被學生會隨易差遣的人物，實際上骨子內全是病態般的腹黑到極點，藉著戴著口罩好遮住那笑的很危險的樣子。
在自己精心的表現下會刻意的掩飾，私底下才會暗自表露出面容。
於正話中第132箱再次出現，職業為偶像，年齡17歲。
事實上，她那盡顯敵意的兇惡笑容正是她的作為偶像巨星的特色，偶像年齡僅半年的時間。
異常性
操作令狀
能夠控制他人的一舉一動，前提是必須將手中類似牌狀物的東西插入他人的額頭。被操控的人還有自己的意識，只是說話會變得很奇怪。
蛇籠 飽（聲：中原麻衣）
水槽學園學生會女性會長。
被稱為是水槽學園的支配者，形象如同大小姐般高高在上。所以學校內所有反抗她的都已退學。
異常性
有氧運動
能隨易控制空氣中的氧氣的分子密度。
練兵 癒（聲：內山夕實）
水槽學園學生會女性副會長。
異常性
退化論
能夠隨易操縱智能。
般若寺 憂（聲：大久保瑠美）
水槽學園學生會女性會計，頭綁雙馬尾。
異常性
下流的街頭藝人
能夠隨易操縱性慾。
坂之上 替（聲：高森奈津美）
水槽學園學生會女性書記，穿著體操服。
異常性
賭博師之犬
能夠隨易操縱奇蹟。
花熟理 桃（聲：潘惠美）
水槽學園學生會女性庶務，上半身只單穿胸罩。
異常性
四分之一的體重
能夠隨易操縱含水量。

## 用語

### 箱庭學園相關
箱庭學園
故事的舞台，創立年份近100年的高中。前身為「黑箱塾」，重頭戲是要將各地的異常者聚集於此，推行高度機密的「玻璃瓶計劃」。
班級編制
第1到4班為普通科，5、7、9班為體育科，6、8班為藝術科。以上的學生多被稱為「一般」。
第10班為特別普通科，11班為特別體育科，12班是特別藝術科。以上的都是以特殊優待生的資格入取。以上的學生多被稱為「特別」。
而13班則是「異常」班，即使人數超標也無妨。後來以緊急事項的結果而成立了類似的負13班，也就是「過負荷」班級，雖然草率成型，人數卻多達千人。
箱庭學園學生會執行部
學園內代表學生的最高組織，負責管理大型典禮活動、管理委員會和各大學部的工作。按照慣例，由會長、副會長、書記、會計、庶務五人組成。
會長資格是支持率達全校半數千名以上，同樣的只要達到合格人數就能成為即刻被罷免，前提是罷免人必須勝任學生會會長。
目標箱（目高箱）
自第98代後設置的屋形意見箱，讓成員可優先處理部分學生的問題和請求。
每當目標箱中的一件事被解決之後，學生會辦公室就會多放一朵花，但是由於解決問題的數量和速度過於異常，導致學生會辦公室空間不足，因而將多出來的花移置校園。
委員會
猶如一般高中，有著各項委員會負責學園中日常事項的管理。
風紀委員會
將學園治安的維持作為至上目的游擊部隊，人稱學園警察。從理事會·職員室為首所有權力開放的獨立特別任務機關。由於條件賦予准許攜帶武器。
選舉管理委員會
無限地把公平，公正的選舉的進行，正確的裁判作為目的的學園組織。在基本的是只選舉期間職務，因而把自己稱為背陰處的機構，還不忘要別人忘記他們。

### 特技相關
異常性（Abnormal）
世界上有三種人，分別是「普通」、「特別」跟「異常」。異常性就是與普通和特別不同的強化性質，背後支撐的是世間上最極端的物理常規和身體構造科學。
剛出生的小孩發育並不完全，但「身體的能力」並不會有很大的差別。大部分人都是因著環境的狀況，驅使身體的構造發展和適應，造就不同的生活方式和才能，「三歲定終生」的原則就是如此來的。因著群體社會，不少人都有「普通」的品性，部分就會受超優質環境的影響和身邊人的發掘而變得「特別」。
可是，異常偏偏無視了這些努力、環境、運氣、才能和資質的影響，而是在於「身體的能力」一開始就跟其他人有著龐大的差別。究其而言，每個異常者的出現，本身都有一套由上天賜予的理論去解釋，換句話說就是真正被天生注定的才能。不論身心年齡，只要知道自己被賦予的是怎麼樣的技能，與及技能可以達到的極限，異常想得到什麼結果都肯定會如預期那般。
部分人為了培育出包含所有這些天賜異常性的存在，與及將其推展到每一個人類身上，便展開了經歷數百年的「玻璃瓶計劃」。
過負荷（Minus）
一種更趨近思緒、情感、妄想等心理作用所觸發的現象，類似用超常的思考方式來感變周遭所謂的平常。
有別於異常性的是，過負荷並非出於天生「身體的能力」，而是因某些後天環境和狀況而產生的負面思想。這種現象歸因於由自身沉重的感受，向外傳達的實體化的扭曲意象和創傷。如果說特別和異常等等令自己感到比其他人優越，那麼過負荷就是令自己感到比其他人卑劣。偏執的意象如果沒有連根拔起，是可以完全不受自主控制，力量不發動的時候都可以令周遭出現物理性影響。
有一些過負荷甚至會用極端的心情去牽制另一個極端的心情，結果成為披著正常外表的「負完全」，故意作出行動時都可以看似沒有心情起跌那般。
惡平等（Not Equal）
主張現世中一切都要趨向平等，在世界定律容許下除去所有的不平等關係。
世界上有著無比的相對關係，如光和黑暗、正義和邪惡、毒和藥、勝和敗、強和弱、黑和白、成功和失敗、幸福和不幸等等。但這當中往往有部分是出現缺陷，被其中一邊操控大局。惡平等認為不論是非，這些狀況都必須矯正，要麼創造與之對立的存在，要麼把操控大局者抹殺，讓世間一切恢復平衡。
根據安心院的說詞是，惡平等一共有七億人，相當於每十個人就有一名是惡平等，其中亦包括參加目高後繼者選拔的600名參賽者。這些人都是安心院一個人的分身之一，但每個人都擁有個性、意識、內涵、感情、過去還有生活，所以每一位惡平等被賦予的最初使命，也就是所謂的「自由」。每個人生存下去的理念，是不要計較生活中的高低得失，最重要是把握自我意識，好好解決眼前的問題。
風格（Style）
影響世界運行規律（Pattern）的攻守方法。跟異常和過負荷等技能截然不同，前兩者仍可用現世中一些超乎想像的科學和醫學理論去解釋，惟風格就連這些理論和概念都可以推翻，令倚賴那些生存定律的人出現物理上完全無法解釋的異變。前提是使用者和被施加者之間擁有理性交流的基礎，面對情緒激烈的人會因無法正常傳輸而導致失效。
由於風格（規律）本來就是千變萬化，所以使用者之間即使有實力高低的分別，仍可以用招式上的相生相剋，束成意料之外的結果。旗下亦有著許多分支，其中較多人是巧妙地變換字詞的言語使，亦有卡片封印和返老還童等的超自然現象。使用者的舌頭都印有與其風格相關的字。

### 地下研究設施
箱庭學園作為燒瓶計劃的研究設施，從地面以上的13層鐘樓加上地面以下的13層，形成如同圓形實驗瓶的設施。
拒絕之門
位於鐘樓1樓的位置，是地下設施唯一的出入口，外面用電子鎖鎖上，而暗號是6位數字，不過被通過一人後每次號碼就會變更，能通過的概率是一百萬分之一超低概率，反過來說就是對能參加燒瓶計劃的異常程度的異常者以外者就是不能通過。講來十分嚴肅，結果卻被阿久根用暴力破壞強制登門。
地下十三樓直達電梯
一樓的設施，簡單來說就是能到達各樓層的電梯，然外頭也用電子鎖鎖上，難度卻在拒絕的門之上，因而能夠使用的人卻只有7個人（裏之6人和雲仙冥利），而黑神是第8個人（回1樓時得知）。
地下一樓設施 巨大迷路
高千穗是這個層的居民。
地下二樓設施 日本庭園
日式的房屋、石燈籠，日本庭園的踏腳石，池子，小花園等被舖土的地板的，近似真實的自然空間。
糸島軍規是這個層的居民。
地下三樓設施 實驗動物園
有很多很多動物，全部都由名瀨親手完全肉體改造，因此不怕黑神的「動物趨避」。
古賀是這個層的居民。
地下四樓設施 名瀬夭歌的實驗室
名瀨是這個層的居民。
地下五樓設施 停車場
百町破魔矢是這個層的居民。這裡的車全是百町破魔矢的，後來因兇化合宿的關係遭到-13班的襲擊而毀壞
地下六樓設施 圖書館
上峰書子是這個層的居民。
地下七樓設施 溫泉
湯前音眼是這個層的居民。
地下八樓設施 大舞台
鶴御崎山海是這個層的居民。
地下九樓設施 墳場
宗像形是這個層的居民。
地下十樓設施 美容院
筑前優鳥是這個層的居民。
地下十一樓設施 球賽場地
雲仙冥利是這個層的居民。因為被剔出計劃，現在是跟下層打通的。
地下十二樓設施 遊戲中心
採用最新技術集結的遊樂設施，為了磨練著行橋未造接收的靈敏度。
行橋未造是這個層的居民。
地下十三樓設施
都城王土是這個層的居民。沒有任何標示，只有13萬1313台超級電腦並24小時365天不斷運行著，全部用來對異常者的分析。
也由於考量電腦的散熱，因而室溫如同在冷凍庫一般。
地上五樓 機械室

### 學生會選舉戰
罷免現任學生會時所舉行的選舉戰。參加者必須集齊反對者的簽名，與及集齊五人的團體去參與角逐，勝者方可繼任新一屆學生會。
由於規則上有很多可以鑽入的縫隙和不同的解釋方法，所以選舉管理委員會擁有所有比賽事務的最終決策權。
如果有成員因事故而無法上場，委員會是容許公平情況下的替代者。
毒蛇的巢窟
人吉善吉對球磨川禊的庶務戰鬥法。
被認為是在13決鬥法中最殘酷的。在學校操場中開鑿一個10*10*10的立方洞口，地下布滿著名為龜殼花的毒蛇，由上方搭建未固定的鐵網，雖無時間限制，但如果鐵網觸底就必須判處平局，而且會遭到毒蛇攻擊，雖然不是必須承擔的風險卻也十分危險。獲勝條件為成功奪取徽章，或某方投降兩種情況。
冬眠與脫皮
名瀬夭歌對志布志飛沫的書記戰鬥法。
同樣也是13種決鬥法中最為殘酷的規則，在攝氏負48度的學校食堂冷凍庫中進行。獲勝條件是剝光對方身上衣服，時間同樣也是無限制。
火付卯
人吉瞳及人吉善吉對江迎怒江及球磨川禊的會計戰鬥法。
於植物園「樹影篩落」中舉行。採2對2的方式進行，時間限制為1小時，雙方各自持有打開對方手環炸彈的鑰匙，獲勝條件就是侷限在用鑰匙解除己方的炸彈，而只要其中一方解除後就結束，所以一旦時間到就以平局告終，同樣的雙方不能將鑰匙藏匿起來，同時也不能毀壞鑰匙。
狂犬陷阱
日之影空洞對蝶蝶崎蛾蛾丸的副會長戰鬥法。
在只有鋼筋的建設中校舍舉行。獲勝條件就是將對手逼落地面，即便建築倒塌，只要參賽者沒有直接觸碰到地面都仍可獲勝。為了安全起見，建築內部掛著許多鐵網。
人間競賽
黑神目高對球磨川禊的會長戰鬥法。
整個箱庭學園偕屬戰鬥範圍。獲勝條件是認為自己輸的一方就算輸。

### 接班人系統
作為因應對惡平等的對抗所提出的策劃，同時也針對孕育次世代接班人的育成計劃。形式上採取『參加者跳級』，目的是為了讓參加活動的中學生以『體驗入學』的資格，在兩個學期之間———也就是9月到12月的期間，一邊學習，一邊擔任學生會執行部的見習生的培訓。每個月還必須舉行一次特別企劃。

#### 越野識途比賽
實際內容是尋寶比賽，透過最初的提示導向然後以闖關方式進行，直到最後找到寶物的簡單規則。
第一關 暗号文
最初的提示，解開地圖背面的暗號後將只引下一關的去路。
第二關 讀書対決
尋寶探險第二關，由鐘塔入口的圖書委員長十二町矢文鎮守。
挑戰者須以身上某個物體作為抵押，然後選出一本書以出題者的方式出謎題。問一個問題需要放棄身上一件物品，只要關長無法回答或回答錯誤即可過關。
第三關
挑戰以前要先選擇牆上分別寫著「S」和「C」的分岔路。
第三關「S」 無人氣投票．同伴分裂選舉
「S」是指通向選舉管理委員會的大刀洗斬子，SLEEP。
寫出在隊伍中最討厭人的名字以及理由，得票數最高者將被放逐（進入下一關），其餘的人則在活動結束前在房間等待，一人一票，禁止商量討論物件，並且無法投給自己。
第三關「C」 下棋　
「C」是指通向風紀委員會的雲仙冥利，CHILD。
贏者過關。
第四關
第三關完結後再次會出現分岔路，分別在牆上寫著「1」和「2」。「1」是佈有陷阱的通常關卡，「2」是通向中樓第五層的機械室，由保健委員長的赤青黃擔任主考官。
第四關「2」 痛感的殿堂 完全神經衰弱
根據註解，神經衰弱是日本的一種紙牌遊戲，主要考驗記憶力。使用一副撲克牌，去掉王牌然後打散牌組，並且平舖於桌面，由猜拳來決定開始。
每輪輪流翻開兩張牌，數字相同就拾起，不同就蓋上，然後換對方翻牌。最後由牌數最多者為贏。
完全神經衰弱的特別處是採行完全輪流制（抽中者只能抽兩張牌，然後輪替下一人），並使用兩副牌組，還有要求花色必須相同才能拾起，而最後的成績並非牌數多寡，而是比累積紙牌的數字，得分數越高者獲勝。總計分數416分，只要超過半數就能獲勝。
完全神經衰弱其中還混有王牌，如果抽到牌組「A」可得14點，抽到「王牌」，桌面的就必須重新洗牌，而抽中「王牌」牌組，則雙方的得點分互換。
第五關 料理對決
位於鐘塔第十層，由食育委員會鎮守。
每人做出一道料理，通過超理師米良孤吞的認可即可過關。
第八關 貓狗大戰
位於鐘塔第十三層，由飼育委員會鎮守。
過關條件是將第八關的房間內除了委員長以外的20隻貓關進籠子，附加限制是禁止使用暴力和藥物催眠。
第八關追加戰 鬥犬
原主題是貓狗大戰，內容卻跟狗無關。真正的第八關，由追加主題「力量的比拼」來補足。限時5分鐘內打倒面前的敵人，贏出的一方方可離開牢籠。
最終關 魔法冒險
位於鐘塔展望室，由美化委員會鎮守。
內容是打倒美化委員會委員長幻想中的魔獸「刻耳柏洛斯」。
獎勵關卡
位於鐘塔頂樓，由學生會長黑神目高鎮守。前置條件是早前必須通過五關以上。
又稱目高關卡，是個可選擇不參加的關卡。過關條件是射門射進一次就算通過，守門員由目高擔當，只有一次射門機會，輸的人就得取消參賽資格。

### 黑神家族
漆黑宴
由月下冰人會所舉辦，目的是挑選出夠格成為黑神家族的婚約者，包含了七個分家：鶴喰、潛木、壽、桃園、贅波、葉野、杠，並由月下冰人會擔任裁判，由於本家黑神的強大勢力，導致了七個家族的明爭暗鬥，些許惡趣味的活動。
第一次會場-「BLACK」 航空戰艦
第二次會場-「暗黑要塞」 南極大陸黑神基地
第三次會場-「月球」 由武器子的一等品收藏-火箭「黑色光速」（造價1兆7000億日圓）乘搭前往

### 一京分之一的技能
安心院擁有的1京2858兆519億6763萬3865個技能，平日可跟其所屬分身分享使用。
因為數量之多而要用上性質分類，分為後繼者篇登場之技能（10）、刀劍系技能（100）、格鬥系技能（100）、魔法系技能（100）、精神系技能（100）、生物系技能（100）、首領系技能（100）、槍彈系技能（100）、忍者系技能（50）、Jump系技能（50）。

## 單行本
| 卷數 | 集英社   | 集英社         | 集英社                 | 東立出版社                 | 東立出版社    | 東立出版社             | 正文社                       | 正文社     | 正文社                 |
| 卷數 | 日文標題 | 出版日期       | ISBN                   | 台灣標題                   | 出版日期      | ISBN                   | 香港標題                     | 出版日期   | ISBN                   |
| ---- | -------- | -------------- | ---------------------- | -------------------------- | ------------- | ---------------------- | ---------------------------- | ---------- | ---------------------- |
| 1    |          | 2009年10月7日  | ISBN 978-4-08-874776-7 | 由學生會來執行             | 2011年3月9日  | ISBN 978-986-10-7102-2 | 執行學生會職務               | 2011年3月  | ISBN 978-988-8068-98-2 |
| 2    |          | 2009年12月9日  | ISBN 978-4-08-874778-1 | 我並沒想過要別人了解啊     | 2011年4月18日 | ISBN 978-986-10-7103-9 | 沒期望你們會明白啊           | 2011年4月  | ISBN 978-988-8069-26-2 |
| 3    |          | 2010年2月9日   | ISBN 978-4-08-874799-6 | 我可是學生會長耶           | 2011年5月31日 | ISBN 978-986-10-7104-6 | 我是學生會會長啊             | 2011年5月  | ISBN 978-988-8069-38-5 |
| 4    |          | 2010年4月7日   | ISBN 978-4-08-870026-7 | 妹妹、妹妹、妹妹！         | 2011年6月16日 | ISBN 978-986-10-7105-3 | 妹妹、妹妹、妹妹！           | 2011年7月  | ISBN 978-988-8069-75-0 |
| 5    |          | 2010年7月7日   | ISBN 978-4-08-870076-2 | 普通的帥氣                 | 2011年7月11日 | ISBN 978-986-10-7106-0 | 普通地帥                     | 2011年8月  | ISBN 978-988-8069-90-3 |
| 6    |          | 2010年9月8     | ISBN 978-4-08-870106-6 | 妳是為了什麼誕生的？       | 2011年7月21日 | ISBN 978-986-10-7107-7 | 妳是為何而生的？             | 2011年9月  | ISBN 978-988-8070-23-7 |
| 7    |          | 2010年11月9日  | ISBN 978-4-08-870129-5 | 這就是燒瓶計劃啊           | 2011年8月12日 | ISBN 978-986-10-7108-4 | 這就是燒瓶計劃               | 2011年10月 | ISBN 978-988-8070-46-6 |
| 8    |          | 2010年12月31日 | ISBN 978-4-08-870166-0 | 我喜歡妳                   | 2011年8月26日 | ISBN 978-986-10-7543-3 | 我很喜歡你                   | 2011年11月 | ISBN 978-988-8070-52-7 |
| 9    |          | 2011年3月9日   | ISBN 978-4-08-870194-3 | 我那名為黑神鯨的姐姐       | 2011年9月9日  | ISBN 978-986-10-7544-0 | 黑神鯨這個姊姊               | 2012年1月  | ISBN 978-988-8070-73-2 |
| 10   |          | 2011年5月7日   | ISBN 978-4-08-870224-7 | 初次見面                   | 2011年9月23日 | ISBN 978-986-10-7865-6 | 初次見面                     | 2012年2月  | ISBN 978-988-8070-76-3 |
| 11   |          | 2011年8月9日   | ISBN 978-4-08-870274-2 | 不論現在還是以前           | 2011年11月5日 | ISBN 978-986-10-8335-3 | 不論過去或現在都對那樣的你   | 2012年2月  | ISBN 978-988-8070-77-0 |
| 12   |          | 2011年10月9日  | ISBN 978-4-08-870296-4 | 第一關是難度B              | 2012年1月20日 | ISBN 978-986-10-8905-8 | 第一關的難度是B              | 2012年3月  | ISBN 978-988-8070-98-5 |
| 13   |          | 2011年12月7日  | ISBN 978-4-08-870319-0 | 目高關卡                   | 2012年4月18日 | ISBN 978-986-10-9223-2 | 芽貴關卡                     | 2012年3月  | ISBN 978-988-8152-03-2 |
| 14   |          | 2012年3月7日   | ISBN 978-4-08-870374-9 | 在和善吉交手前             | 2012年5月16日 | ISBN 978-986-10-9708-4 | 和善吉戰鬥之前               | 2012年5月  | ISBN 978-988-8152-31-5 |
| 15   |          | 2012年4月9日   | ISBN 978-4-08-870421-0 | 『勝利』是什麼？           | 2012年8月6日  | ISBN 978-986-10-9985-9 | 甚麼是『勝利』？             | 2012年8月  | ISBN 978-988-8152-73-5 |
| 16   |          | 2012年7月9日   | ISBN 978-4-08-870467-8 | 活著本身就很戲劇化         | 2012年9月21日 | ISBN 978-986-317-511-7 | 生存是戲劇性的               | 2012年9月  | ISBN 978-988-8152-96-4 |
| 17   |          | 2012年9月9日   | ISBN 978-4-08-870501-9 | 箱庭學園第百代學生會執行部 | 2013年1月7日  | ISBN 978-986-317-937-5 | 箱庭學園第一百代學生會執行部 | 2012年11月 | ISBN 978-988-8153-18-3 |
| 18   |          | 2012年12月9日  | ISBN 978-4-08-870536-1 | 這場戰鬥結束之後           | 2013年3月22日 | ISBN 978-986-324-565-0 | 這場戰鬥結束後               | 2013年3月  | ISBN 978-988-8153-54-1 |
| 19   |          | 2013年2月9日   | ISBN 978-4-08-870620-7 | 歡迎來到不知火村莊         | 2013年5月10日 | ISBN 978-986-332-085-2 | 歡迎光臨不知火村             | 2013年5月  | ISBN 978-988-8153-67-1 |
| 20   |          | 2013年4月9日   | ISBN 978-4-08-870650-4 | 鶴喰梟                     | 2013年7月10日 | ISBN 978-986-332-483-6 | 鶴喰梟                       | 2013年6月  | ISBN 978-988-8153-82-4 |
| 21   |          | 2013年6月9日   | ISBN 978-4-08-870685-6 | 我好喜歡人類               | 2013年8月15日 | ISBN 978-986-332-844-5 | 我很喜歡人類                 | 2013年9月  | ISBN 978-988-8153-17-3 |
| 22   |          | 2013年9月9日   | ISBN 978-4-08-870804-1 | 黑神目高依然健在           | 2013年12月2日 | ISBN 978-986-337-362-9 | 黑神芽貴仍健在               | 2013年11月 | ISBN 978-988-8153-39-5 |

## VOMIC（廣播劇）
日本JUMP專門情報番組，於2010年2月放送。每話3分鐘、共4話。之後2010年3月於的廣播劇放映，頗受好評；因此2010年8月追加4話，一共8話。
登場角色
黑神目高－豐口惠
人吉善吉－神谷浩史
不知火半袖－加藤英美里
日向－羽多野涉
門司－川野剛稔
黑神真黑－子安武人
都城王土－三宅健太

## 電視動畫
2012年4月4日開始播放。日本東京電視台授權中國大陸土豆网即日播出。同年9月宣布第2季《最強學生會長 異常》於10月10日起播出。

### 製作人員
- 企劃：伊藤誠（Media Factory）、武田康廣（GAINAX）、平岡利介（東京電視台）、井上俊次（Lantis）、山西太平（電通）
- 原作：西尾維新
- 漫畫：曉月明（集英社「週刊少年Jump」揭載）
- 監督、系列構成、劇本：佐伯昭志
- 角色設計：桑名郁朗
- 總作画監督：木野下澄江、清丸悟
- 分鏡統籌（第1季）：品川宏樹
- 色彩設計：高星晴美
- 美術監督：阿部幸惠
- 攝影監督：赤松康裕
- 剪接：平木大輔
- 音響監督：渡邊淳
- 音響製作人：浦狩裕樹
- 效果：野崎博樹
- 音樂：加藤達也
- 音樂制作：Lantis
- 動畫製作人：高橋裕一
- 動畫製作：GAINAX
- 製作人：加藤正純（Media Factory）、齋藤友子（GAINAX）、紅谷佳和（東京電視台）、伊藤善之（Lantis）、齋藤朋之（電通）
- 副製作人：赤井孝美（GAINAX）、吉多奈央（東京電視台）
- 製作：箱庭学園學生會（Media Factory、GAINAX、東京電視台、Lantis、電通）

### 主題曲
第1季
片頭曲「HAPPY CRAZY BOX」
作詞、作曲、主唱：栗林美奈實，編曲：菊田大介（Elements Garden）
片尾曲
作詞、作曲：矢吹香那，編曲：前口涉，主唱：黑神目高（豐崎愛生）
第2季
片頭曲「BELIEVE」（第1－11話）
作詞、主唱：栗林美奈實，作曲、編曲：菊田大介
片頭曲「Want to be winner！」（第12話）
作詞：em:óu，作曲、編曲：梅原新，歌：球磨川禊（緒方惠美）
片尾曲「守護心PARADOX」
作詞：畑亞貴，作曲、編曲：山元祐介，主唱：美鄉秋
第12話未使用。

### 各話列表
| 話數        | 日文標題    | 中文標題                        | 劇本        | 分鏡                | 演出                      | 副角色設計                          | 道具設計          | 作畫監督                                                      | 過場插畫            | 改編漫畫    | 改編單行本  |
| 第1季：普通 | 第1季：普通 | 第1季：普通                     | 第1季：普通 | 第1季：普通         | 第1季：普通               | 第1季：普通                         | 第1季：普通       | 第1季：普通                                                   | 第1季：普通         | 第1季：普通 | 第1季：普通 |
| ----------- | ----------- | ------------------------------- | ----------- | ------------------- | ------------------------- | ----------------------------------- | ----------------- | ------------------------------------------------------------- | ------------------- | ----------- | ----------- |
| 第1箱       |             | 由學生會來執行！                | 佐伯昭志    | 佐伯昭志            | 井畑翔太                  | 木野下澄江 清丸悟                   | 村松尚雄          | 木野下澄江                                                    | 木野下澄江          | 1           | 第1卷       |
| 第2箱       |             | 你是犯人嗎？                    | 佐伯昭志    | 佐伯昭志 井畑翔太   | 淺野勝也                  | 半田修平 淺野勝也                   | 村松尚雄          | 淺野勝也 橘秀樹（補助）                                       | ecco                | 2           | 第1卷       |
| 第2箱       |             | 當然，是我！                    | 佐伯昭志    | 佐伯昭志 井畑翔太   | 淺野勝也                  | 半田修平 淺野勝也                   | 村松尚雄          | 淺野勝也 橘秀樹（補助）                                       | ecco                | 3           | 第1卷       |
| 第3箱       |             | 多管閒事的一位！！              | 佐伯昭志    | 富田浩章            | 富田浩章                  | 清水空翔 坂本勝                     | 村松尚雄          | 坂本勝                                                        | 富田浩章            | 4           | 第1卷       |
| 第3箱       |             | 一切遵從目高同學的意願！！      | 佐伯昭志    | 富田浩章            | 富田浩章                  | 清水空翔 坂本勝                     | 村松尚雄          | 坂本勝                                                        | 富田浩章            | 5           | 第1卷       |
| 第4箱       |             | 到底是哪邊啊！！                | 佐伯昭志    | 大庭秀昭            | 大庭秀昭                  | 岩崎將大 坂本勝                     | 村松尚雄          | 村田涼一 服部憲知                                             | 村田涼一            | 6           | 第1卷       |
| 第4箱       |             | 如果你有願望                    | 佐伯昭志    | 大庭秀昭            | 大庭秀昭                  | 岩崎將大 坂本勝                     | 村松尚雄          | 村田涼一 服部憲知                                             | 村田涼一            | 7           | 第1卷       |
| 第5箱       |             | 憑實力獲得！                    | 佐伯昭志    | 佐伯昭志 井畑翔太   | 井畑翔太                  | 安食圭 小田真弓 牛尾優衣 木野下澄江 | 村松尚雄 牛尾優衣 | 小田真弓 清丸悟（補助）                                       | ecco 王國年         | 9－10       | 第2卷       |
| 第6箱       |             | 我並沒想過要別人了解啊          | 佐伯昭志    | 富田浩章            | 三宅和男                  | 牛尾優衣                            | 村松尚雄          | 牛尾優衣 佐野聰彥                                             | 牛尾優衣            | 11－12      | 第2卷       |
| 第7箱       |             | 對誰都會做這種事                | 佐伯昭志    | 安食圭              | 安食圭                    | 岩崎將大 安食圭                     | 村松尚雄          | 山崎正和                                                      |                     | 13          | 第2卷       |
| 第7箱       |             | 必須自以為是！！                | 佐伯昭志    | 安食圭              | 安食圭                    | 岩崎將大 安食圭                     | 村松尚雄          | 山崎正和                                                      | 8                   |             | 第2卷       |
| 第8箱       |             | 黑神目高由我來打倒！！          | 佐伯昭志    | 原明                | 大庭秀昭 井畑翔太         | 岩崎將大 半田修平                   | 村松尚雄          | 服部憲知 松井誠 木野下澄江                                    | 空賀萌香 北原廣大   | 14－15      | 第2卷       |
| 第9箱       |             | 不做過頭就不是正義！            | 佐伯昭志    | 春藤佳奈            | 春藤佳奈                  | 徳田賢朗                            | 村松尚雄 春藤佳奈 | 徳田賢朗                                                      | 春藤佳奈            | 16－17      | 第2卷       |
| 第9箱       | 第3卷       | 不做過頭就不是正義！            | 佐伯昭志    | 春藤佳奈            | 春藤佳奈                  | 徳田賢朗                            | 村松尚雄 春藤佳奈 | 徳田賢朗                                                      | 春藤佳奈            | 16－17      |             |
| 第10箱      |             | 我饒不了你！！                  | 佐伯昭志    | 細田雅弘            | 高村雄太                  | -                                   | 岡戶智凱          | 小山智洋 服部憲知（補助）                                     | 品川宏樹            | 18－19      |             |
| 第11箱      |             | 這就是終結！！                  | 佐伯昭志    | 村川健一郎          | 富田浩章                  | -                                   | -                 | 坂本勝                                                        | 坂本勝              | 20－21      |             |
| 最終箱      |             | 即使黑神目高不在！              | 西尾維新    | 佐伯昭志            | 安食圭 井畑翔太           | 梅下麻奈未                          | 村松尚雄          | 清丸悟                                                        | 梅下麻奈未          | 原創        | 原創        |
| 第2季：異常 |             |                                 |             |                     |                           |                                     |                   |                                                               |                     |             |             |
| 第1箱       |             | 正常、特別與異常                | 佐伯昭志    | 村川健一郎          | 富田浩章                  | 岩崎將太 安食圭 井畑翔太            | 村松尚雄          | 清丸悟                                                        | 木野下澄江          | 22－24      | 第3卷       |
| 第2箱       |             | 妹妹、妹妹、妹妹！              | 佐伯昭志    | 三宅和男            | 三宅和男                  | -                                   | 佐野聰彥          | 佐野聰彥 牛尾優衣 齋藤香（補助）                              | Wish                | 25－26      | 第3卷       |
| 第2箱       | 第4卷       | 妹妹、妹妹、妹妹！              | 佐伯昭志    | 三宅和男            | 三宅和男                  | -                                   | 佐野聰彥          | 佐野聰彥 牛尾優衣 齋藤香（補助）                              | Wish                | 25－26      |             |
| 第3箱       |             | 今天就摧毀它！                  | 佐伯昭志    | 安食圭              | 池田智美                  | 安食圭                              | 村松尚雄          | 山崎正和 宮井加奈（輔助）                                     | 南方麻奈美 山崎正和 | 27－29      |             |
| 第4箱       |             | 我和你這個怪物                  | 佐伯昭志    | 村川健一郎          | 井畑翔太                  | -                                   | -                 | 小田真弓 中澤勇一（效果） 村松尚雄（機械） 木野下澄江（補助） | 小田真弓 王國年     | 30－32      |             |
| 第5箱       |             | 我無法取你性命                  | 佐伯昭志    | 春藤佳奈            | 春藤佳奈                  | -                                   | 村松尚雄          | 長谷川哲也 村松尚雄（機械）                                   | 春藤佳奈            | 33－37      |             |
| 第5箱       | 第5卷       | 我無法取你性命                  | 佐伯昭志    | 春藤佳奈            | 春藤佳奈                  | -                                   | 村松尚雄          | 長谷川哲也 村松尚雄（機械）                                   | 春藤佳奈            | 33－37      |             |
| 第6箱       |             | 成為我的什麼吧                  | 佐伯昭志    | 佐佐木奈奈子        | 佐佐木奈奈子              | 安食圭                              | -                 | 清丸悟 木野下澄江                                             | 田村繪美 鯉沼菜奈   | 37－40      |             |
| 第7箱       |             | 黑神鯨這個悅耳的名字            | 佐伯昭志    | 玉田博              | 玉田博                    | 安食圭                              | 村松尚雄          | 穗田賢朗                                                      | 安食圭              | 41－42      |             |
| 第8箱       |             | 不想看見你流淚                  | 佐伯昭志    | 安食圭              | 三宅和男                  | -                                   | -                 | 佐野聰彥 牛尾優衣 小田真弓 長谷川哲也（補助）                 | 梅下麻奈未          | 43－46      |             |
| 第8箱       | 第6卷       | 不想看見你流淚                  | 佐伯昭志    | 安食圭              | 三宅和男                  | -                                   | -                 | 佐野聰彥 牛尾優衣 小田真弓 長谷川哲也（補助）                 | 梅下麻奈未          | 43－46      |             |
| 第9箱       |             | 是黑神目高（改）                | 佐伯昭志    | 富田浩章            | 池田智美                  | 山崎正和                            | 村松尚雄          | 山崎正和 宮井加奈（補助） 今田茜（補助） 阪本望實（補助）     | 木野下澄江 山崎正和 | 47－49      |             |
| 第10箱      |             | 為了大家的幸福                  | 佐伯昭志    | 佐伯昭志            | 佐伯昭志 春藤佳奈（補助） | -                                   | -                 | 長谷川哲也                                                    | 品川宏樹            | 50－52      |             |
| 第11箱      |             | 這樣就一下子結束了！            | 佐伯昭志    | 井畑翔太 村川健一郎 | 井畑翔太                  | -                                   | 村松尚雄          | 大杉尚宏 吉田徹 井畑翔太（動作效果） 桑名郁朗                 | 大野木彩乃 井畑翔太 | 53－55      | 第7卷       |
| 番外篇      |             | 最強敗者球磨川 由學生會執行死刑 | 西尾維新    | 佐伯昭志 安食圭     | 佐伯昭志 安食圭           | 木野下澄江                          | -                 | 木野下澄江 佐野聰彥 牛尾優衣 德田賢朗 清丸悟 中澤勇一         | -                   | 原創        | 原創        |

### 播放電視台
日本深夜動畫：下文記載的日本国内播放時間使用日本標準時間（UTC+9）表示。因為部分時間标识會採用30小时制，因此請留意这类超过24:00的时间，其實際播放時間為翌日清晨。
| 播放地區   | 播放電視台      | 播放日期                      | 播放時間                   | 所屬聯播網 | 備註   |
| 第1季      | 第1季           | 第1季                         | 第1季                      | 第1季      | 第1季  |
| ---------- | --------------- | ----------------------------- | -------------------------- | ---------- | ------ |
| 關東廣域圈 | 東京電視台      | 2012年4月4日 - 6月20日        | 星期三 25時50分 - 26時20分 | 東京電視網 |        |
| 愛知縣     | 愛知電視台      | 2012年4月5日 - 6月21日        | 星期四 25時30分 - 26時00分 | 東京電視網 |        |
| 大阪府     | 大阪電視台      | 2012年4月6日 - 6月22日        | 星期五 26時10分 - 26時40分 | 東京電視網 |        |
| 日本全國   | NICONICO        | 2012年4月7日 - 6月23日        | 星期六 25時30分 更新       | 網路電視   |        |
| 日本全國   | AT-X            | 2012年4月13日 - 6月29日       | 星期五 10時30分 - 11時00分 | 衛星電視   | 有重播 |
| 第2季      |                 |                               |                            |            |        |
| 關東廣域圈 | 東京電視台      | 2012年10月10日 - 12月26日     | 星期三 25時35分 - 26時05分 | 東京電視網 |        |
| 愛知縣     | 愛知電視台      | 2012年10月11日 - 12月27日     | 星期四 25時30分 - 26時00分 | 東京電視網 |        |
| 大阪府     | 大阪電視台      | 2012年10月12日 - 12月28日     | 星期五 26時10分 - 26時40分 | 東京電視網 |        |
| 日本全國   | AT-X            | 2012年10月18日 - 2013年1月3日 | 星期四 20時30分 - 21時00分 | 衛星電視   | 有重播 |
| 熊本縣     | 熊本放送（RKK） | 2012年10月21日 -              | 星期日 25時50分 - 26時20分 | TBS系列    |        |

## 外部連結
- 《最強學生會長》官方網站（日語）
- 《最強學生會長》動畫官網 （页面存档备份，存于）（日語）
- 《最強學生會長》集英社VOMIC（日語）